# Tour du Portugal 2023
La 84e édition du Tour du Portugal Continente organisée par la Fédération portugaise de cyclisme, a lieu du 9 août au 20 août 2023. La course, qui est inscrite au calendrier de l'UCI Europe Tour 2023 en catégorie 2.1, est composée d'un prologue et de dix étapes, dont un contre-la-montre individuel final.

## Présentation

### Parcours
Le Tour du Portugal débute par un prologue dans la ville de Viseu au centre du pays. Les étapes suivantes vont en direction du sud et de l'Algarve, qui n'a pas accueillit cette course depuis 2018. Et notamment la ville de Loulé qui après 20 ans d'absence sera le point d'arrivée de la 3e étape La première grande difficulté surgit lors de la 5e étape avec la montée do Alto da Torre na Serra da Estrela. La première semaine de course se termine à Guarda où les coureurs ont une journée de repos le 16 août. La seconde partie du Tour comporte quatre étapes dont la montée do Alto da Senhora da Graça. Cette 
84e édition du Tour du Portugal s'achève à Viana do Castelo dans le Nord du pays par un contre-la-montre individuel.

### Équipes
Classé en catégorie 2.1 de l'UCI Europe Tour, le Tour du Portugal est par conséquent ouvert aux WorldTeams dans la limite de 50 % des équipes participantes, aux UCI ProTeam, aux équipes continentales et aux équipes nationales.
Dix-huit équipes participent à ce Tour du Portugal, quatre équipes de l'UCI ProTeam et quatorze équipes continentales :
| ProTeams (4)- Burgos-BH - Equipo Kern Pharma - Caja Rural-Seguros RGA - Euskaltel-Euskadi Équipes continentales (14)- ABTF Betão-Feirense - AP Hotels & Resorts-Tavira-SC Farense - Aviludo-Louletano-Loulé Concelho - Credibom-La Alumínios-Marcos Car - Efapel Cycling - Glassdrive-Q8-Anicolor - Kelly-Simoldes-UDO - Rádio Popular-Paredes-Boavista - Tavfer-Ovos Matinados-Mortágua - Universe Cycling Team - BAI Sicasal Petro de Luanda - Bike Aid - Global 6 Cycling - Team Vorarlberg |
| |

## Étapes
L'édition 2023 du Tour du Portugal est composée de onze étapes pour un total de 1 600,5 kilomètres à parcourir. Le 16 août est la journée de repos.
| Étape     | Date    | Villes étapes                       |                             | Distance (km)    | Vainqueur d’étape | Leader du classement général |
| --------- | ------- | ----------------------------------- | --------------------------- | ---------------- | ----------------- | ---------------------------- |
| Prologue  | 9 août  | Viseu - Viseu                       | Contre-la-montre individuel | 3,6              | Rafael Reis       | Rafael Reis                  |
| 1re étape | 10 août | Anadia - Ourém                      | Étape vallonnée             | 188,5            | Leangel Linarez   | Rafael Reis                  |
| 2e étape  | 11 août | Abrantes - Vila Franca de Xira      | Étape de moyenne montagne   | 177,3            | Leangel Linarez   | Leangel Linarez              |
| 3e étape  | 12 août | Sines - Loulé                       | Étape vallonnée             | 191,8            | João Matias       | Rafael Reis                  |
| 4e étape  | 13 août | Estremoz - Castelo Branco           | Étape vallonnée             | 184,5            | Daniel Babor      | João Matias                  |
| 5e étape  | 14 août | Mação - Covilhã (Torre)             | Étape de montagne           | 184,3            | Delio Fernández   | Delio Fernández              |
| 6e étape  | 15 août | Penamacor - Guarda                  | Étape vallonnée             | 168,5            | Luis Ángel Maté   | Artem Nych                   |
|           | 16 août |                                     | Jour de repos               | Journée de repos | Journée de repos  | Journée de repos             |
| 7e étape  | 17 août | Torre de Moncorvo - Montalegre      | Étape de montagne           | 162,6            | Colin Stüssi      | Colin Stüssi                 |
| 8e étape  | 18 août | Boticas - Fafe                      | Étape de moyenne montagne   | 146,7            | Adrián Bustamante | Colin Stüssi                 |
| 9e étape  | 19 août | Paredes - Mondim de Basto           | Étape de montagne           | 174,5            | James Whelan      | Colin Stüssi                 |
| 10e étape | 20 août | Viana do Castelo - Viana do Castelo | Contre-la-montre individuel | 18,2             | Txomin Juaristi   | Colin Stüssi                 |

## Déroulement de la course

### Prologue
Viseu – Viseu : 3,6 km
| Classement du prologue | Classement du prologue | Classement du prologue | Classement du prologue           | Classement du prologue |
|                        | Coureur                | Pays                   | Équipe                           | Temps                  |
| ---------------------- | ---------------------- | ---------------------- | -------------------------------- | ---------------------- |
| 1er                    | Rafael Reis            | Portugal               | Glassdrive-Q8-Anicolor           | en 3 min 58 s          |
| 2e                     | Txomin Juaristi        | Espagne                | Euskaltel-Euskadi                | + 2 s                  |
| 3e                     | Mauricio Moreira       | Uruguay                | Glassdrive-Q8-Anicolor           | + 3 s                  |

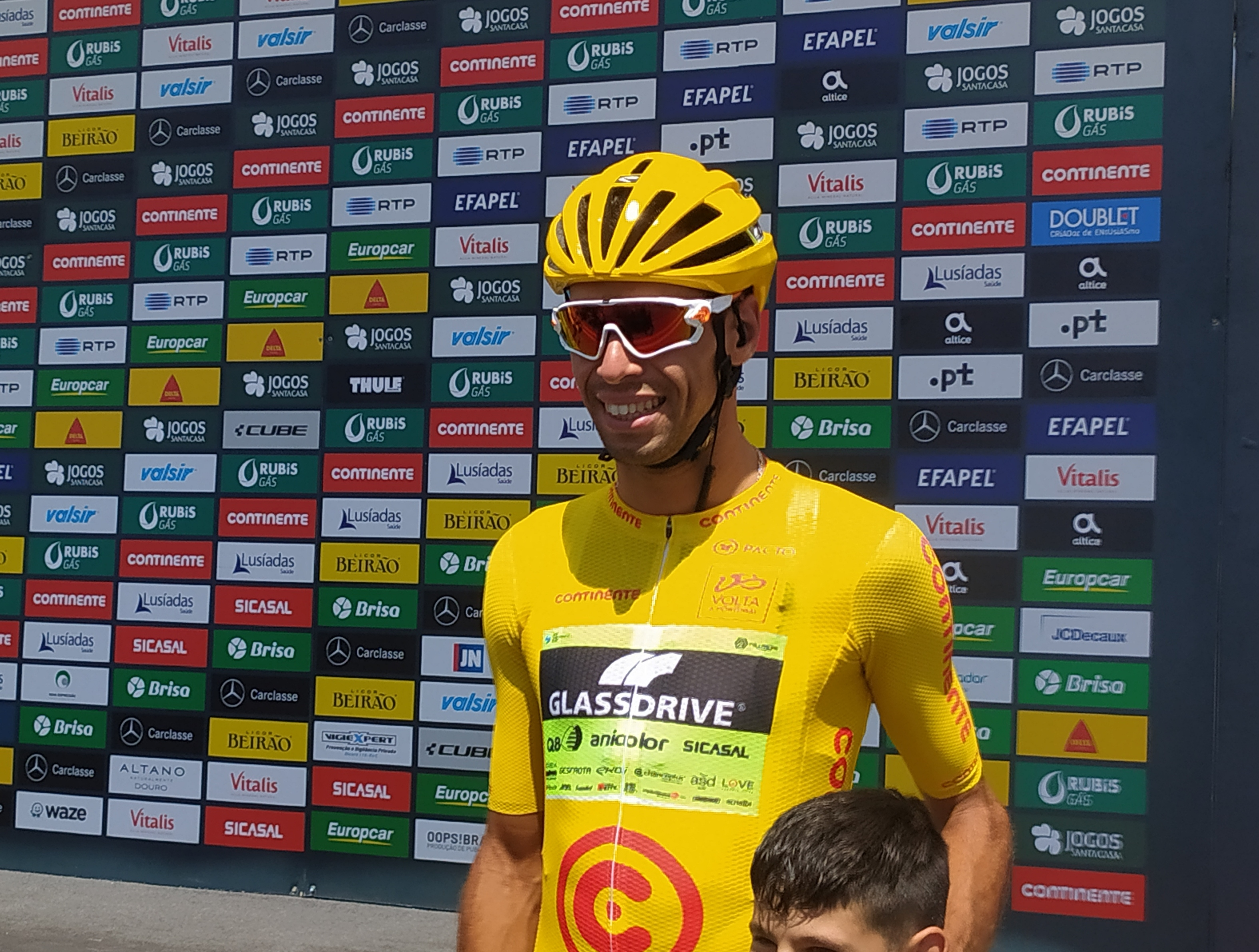
Rafael Reis, vainqueur du prologue et premier maillot jaune du tour.

| 4e                     | César Martingil        | Portugal               | Aviludo-Louletano-Loulé Concelho | + 4 s                  |
| 5e                     | Íñigo Elosegui         | Espagne                | Kern Pharma                      | + 5 s                  |
| 6e                     | Tiago Antunes          | Portugal               | Efapel Cycling                   | m.t                    |
| 7e                     | Lukas Meiler           | Allemagne              | Team Vorarlberg                  | m.t                    |
| 8e                     | Daniel Babor           | Tchéquie               | Caja Rural-Seguros RGA           | m.t                    |
| 9e                     | Moran Vermeulen        | Autriche               | Team Vorarlberg                  | + 6 s                  |
| 10e                    | Antonio Jesús Soto     | Espagne                | Euskaltel-Euskadi                | m.t                    |
| modifier               |                        |                        |                                  |                        |

| Classement général | Classement général | Classement général | Classement général               | Classement général |
|                    | Coureur            | Pays               | Équipe                           | Temps              |
| ------------------ | ------------------ | ------------------ | -------------------------------- | ------------------ |
| 1er                | Rafael Reis        | Portugal           | Glassdrive-Q8-Anicolor           | en 3 min 58 s      |
| 2e                 | Txomin Juaristi    | Espagne            | Euskaltel-Euskadi                | + 2 s              |
| 3e                 | Mauricio Moreira   | Uruguay            | Glassdrive-Q8-Anicolor           | + 3 s              |
| 4e                 | César Martingil    | Portugal           | Aviludo-Louletano-Loulé Concelho | + 4 s              |
| 5e                 | Íñigo Elosegui     | Espagne            | Kern Pharma                      | + 5 s              |
| 6e                 | Tiago Antunes      | Portugal           | Efapel Cycling                   | m.t                |
| 7e                 | Lukas Meiler       | Allemagne          | Team Vorarlberg                  | m.t                |
| 8e                 | Daniel Babor       | Tchéquie           | Caja Rural-Seguros RGA           | m.t                |
| 9e                 | Moran Vermeulen    | Autriche           | Team Vorarlberg                  | + 6 s              |
| 10e                | Antonio Jesús Soto | Espagne            | Euskaltel-Euskadi                | m.t                |
| modifier           |                    |                    |                                  |                    |

| Classement général du meilleur jeune | Classement général du meilleur jeune | Classement général du meilleur jeune | Classement général du meilleur jeune | Classement général du meilleur jeune |
|                                      | Coureur                              | Pays                                 | Équipe                               | Temps                                |
| ------------------------------------ | ------------------------------------ | ------------------------------------ | ------------------------------------ | ------------------------------------ |
| 1er                                  | Daniel Dias                          | Portugal                             | Credibom-La Alumínios-Marcos Car     | en 4 min 8 s                         |
| 2e                                   | Diogo Narciso                        | Portugal                             | Credibom-La Alumínios-Marcos Car     | + 3 s                                |
| 3e                                   | Jaume Guardeño                       | Espagne                              | Caja Rural-Seguros RGA               | + 10 s                               |
| modifier                             |                                      |                                      |                                      |                                      |

| Classement par équipes | Classement par équipes | Classement par équipes | Classement par équipes |
|                        | Équipe                 | Pays                   | Temps                  |
| ---------------------- | ---------------------- | ---------------------- | ---------------------- |
| 1re                    | Glassdrive-Q8-Anicolor | Portugal               | en 12 min 6 s          |
| 2e                     | Team Vorarlberg        | Autriche               | + 6 s                  |
| 3e                     | Euskaltel-Euskadi      | Espagne                | m.t                    |
| modifier               |                        |                        |                        |

### 1reétape
Anadia - Ourém : 188,5 km
| Classement de la 1re étape | Classement de la 1re étape | Classement de la 1re étape | Classement de la 1re étape     | Classement de la 1re étape |
|                            | Coureur                    | Pays                       | Équipe                         | Temps                      |
| -------------------------- | -------------------------- | -------------------------- | ------------------------------ | -------------------------- |
| 1er                        | Leangel Linarez            | Venezuela                  | Tavfer-Ovos Matinados-Mortágua | en 4 h 33 min 4 s          |
| 2e                         | Daniel Babor               | Tchéquie                   | Caja Rural-Seguros RGA         | m.t                        |
| 3e                         | Tomáš Bárta                | Tchéquie                   | Caja Rural-Seguros RGA         | m.t                        |
| 4e                         | Miguel Ángel Fernández     | Espagne                    | Burgos-BH                      | m.t                        |
| 5e                         | Francisco Campos           | Portugal                   | BAI-Sicasal-Petro de Luanda    | m.t                        |
| 6e                         | Rafael Silva               | Portugal                   | Efapel Cycling                 | m.t                        |
| 7e                         | Adrián Bustamante          | Venezuela                  | Kelly-Simoldes-UDO             | m.t                        |
| 8e                         | Hugo Nunes                 | Portugal                   | Rádio Popular-Paredes-Boavista | m.t                        |
| 9e                         | Luís Mendonça              | Portugal                   | Glassdrive-Q8-Anicolor         | m.t                        |
| 10e                        | José Sousa                 | Portugal                   | Kelly-Simoldes-UDO             | m.t                        |
| modifier                   |                            |                            |                                |                            |

| Classement général | Classement général | Classement général | Classement général               | Classement général |
|                    | Coureur            | Pays               | Équipe                           | Temps              |
| ------------------ | ------------------ | ------------------ | -------------------------------- | ------------------ |
| 1er                | Rafael Reis        | Portugal           | Glassdrive-Q8-Anicolor           | en 4 h 37 min 0 s  |
| 2e                 | Leangel Linarez    | Venezuela          | Tavfer-Ovos Matinados-Mortágua   | m.t                |
| 3e                 | Daniel Babor       | Tchéquie           | Caja Rural-Seguros RGA           | + 1 s              |
| 4e                 | Txomin Juaristi    | Espagne            | Euskaltel-Euskadi                | + 4 s              |
| 5e                 | Mauricio Moreira   | Uruguay            | Glassdrive-Q8-Anicolor           | + 5 s              |
| 6e                 | César Martingil    | Portugal           | Aviludo-Louletano-Loulé Concelho | + 6 s              |
| 7e                 | Íñigo Elosegui     | Espagne            | Kern Pharma                      | + 7 s              |
| 8e                 | Tiago Antunes      | Portugal           | Équipe cycliste Efapel           | m.t                |
| 9e                 | Lukas Meiler       | Allemagne          | Team Vorarlberg                  | m.t                |
| 10e                | Moran Vermeulen    | Autriche           | Team Vorarlberg                  | + 8 s              |
| modifier           |                    |                    |                                  |                    |

| Classement par points | Classement par points | Classement par points | Classement par points          | Classement par points |
| --------------------- | --------------------- | --------------------- | ------------------------------ | --------------------- |
|                       | Coureur               | Pays                  | Équipe                         | Point(s)              |
| 1er                   | Leangel Linarez       | Venezuela             | Tavfer-Ovos Matinados-Mortágua | 40 points             |
| 2e                    | Daniel Babor          | Tchéquie              | Caja Rural-Seguros RGA         | 32 pts                |
| 3e                    | Tomáš Bárta           | Tchéquie              | Caja Rural-Seguros RGA         | 28 pts                |
| modifier              |                       |                       |                                |                       |

| Classement de la montagne | Classement de la montagne | Classement de la montagne | Classement de la montagne        | Classement de la montagne |
| ------------------------- | ------------------------- | ------------------------- | -------------------------------- | ------------------------- |
|                           | Coureur                   | Pays                      | Équipe                           | Point(s)                  |
| 1er                       | Diogo Narciso             | Portugal                  | Credibom-La Alumínios-Marcos Car | 8 points                  |
| 2e                        | César Fonte               | Portugal                  | Rádio Popular-Paredes-Boavista   | 5 pts                     |
| 3e                        | João Macedo               | Portugal                  | Credibom-La Alumínios-Marcos Car | 4 pts                     |
| modifier                  |                           |                           |                                  |                           |

| Classement général du meilleur jeune | Classement général du meilleur jeune | Classement général du meilleur jeune | Classement général du meilleur jeune | Classement général du meilleur jeune |
|                                      | Coureur                              | Pays                                 | Équipe                               | Temps                                |
| ------------------------------------ | ------------------------------------ | ------------------------------------ | ------------------------------------ | ------------------------------------ |
| 1er                                  | Daniel Dias                          | Portugal                             | Credibom-La Alumínios-Marcos Car     | en 4 h 37 min 12 s                   |
| 2e                                   | Jaume Guardeño                       | Espagne                              | Caja Rural-Seguros RGA               | + 10 s                               |
| 3e                                   | Pablo García                         | Espagne                              | BAI-Sicasal-Petro de Luanda          | + 11 s                               |
| modifier                             |                                      |                                      |                                      |                                      |

| Classement par équipes | Classement par équipes | Classement par équipes | Classement par équipes |
|                        | Équipe                 | Pays                   | Temps                  |
| ---------------------- | ---------------------- | ---------------------- | ---------------------- |
| 1re                    | Glassdrive-Q8-Anicolor | Portugal               | en 13 h 51 min 18 s    |
| 2e                     | Team Vorarlberg        | Autriche               | + 6 s                  |
| 3e                     | Euskaltel-Euskadi      | Espagne                | m.t                    |
| modifier               |                        |                        |                        |

### 2eétape
Abrantes - Vila Franca de Xira : 177,3 km
| Classement de la 2e étape | Classement de la 2e étape | Classement de la 2e étape | Classement de la 2e étape             | Classement de la 2e étape |
|                           | Coureur                   | Pays                      | Équipe                                | Temps                     |
| ------------------------- | ------------------------- | ------------------------- | ------------------------------------- | ------------------------- |
| 1er                       | Leangel Linarez           | Venezuela                 | Tavfer-Ovos Matinados-Mortágua        | en 4 h 16 min 32 s        |
| 2e                        | Miguel Ángel Fernández    | Espagne                   | Burgos-BH                             | m.t                       |
| 3e                        | Daniel Babor              | Tchéquie                  | Caja Rural-Seguros RGA                | m.t                       |
| 4e                        | César Martingil           | Portugal                  | Aviludo-Louletano-Loulé Concelho      | m.t                       |
| 5e                        | Andoni López de Abetxuko  | Espagne                   | Euskaltel-Euskadi                     | m.t                       |
| 6e                        | Luís Mendonça             | Portugal                  | Glassdrive-Q8-Anicolor                | m.t                       |
| 7e                        | Léo Bouvier               | France                    | Bike Aid                              | m.t                       |
| 8e                        | Carlos Salgueiro          | Portugal                  | AP Hotels & Resorts-Tavira-SC Farense | m.t                       |
| 9e                        | Lukas Rüegg               | Suisse                    | Team Vorarlberg                       | m.t                       |
| 10e                       | Francisco Campos          | Portugal                  | BAI-Sicasal-Petro de Luanda           | m.t                       |
| modifier                  |                           |                           |                                       |                           |

| Classement général | Classement général | Classement général | Classement général               | Classement général |
|                    | Coureur            | Pays               | Équipe                           | Temps              |
| ------------------ | ------------------ | ------------------ | -------------------------------- | ------------------ |
| 1er                | Leangel Linarez    | Venezuela          | Tavfer-Ovos Matinados-Mortágua   | en 8 h 53 min 22 s |
| 2e                 | Daniel Babor       | Tchéquie           | Caja Rural-Seguros RGA           | + 7 s              |
| 3e                 | Rafael Reis        | Portugal           | Glassdrive-Q8-Anicolor           | + 10 s             |
| 4e                 | Lukas Meiler       | Allemagne          | Team Vorarlberg                  | + 14 s             |
| 5e                 | Txomin Juaristi    | Espagne            | Euskaltel-Euskadi                | m.t                |
| 6e                 | Mauricio Moreira   | Uruguay            | Glassdrive-Q8-Anicolor           | + 15 s             |
| 7e                 | César Martingil    | Portugal           | Aviludo-Louletano-Loulé Concelho | + 16 s             |
| 8e                 | Íñigo Elosegui     | Espagne            | Kern Pharma                      | + 17 s             |
| 9e                 | Tiago Antunes      | Portugal           | Équipe cycliste Efapel           | m.t                |
| 10e                | Moran Vermeulen    | Autriche           | Team Vorarlberg                  | + 18 s             |
| modifier           |                    |                    |                                  |                    |

| Classement par points | Classement par points  | Classement par points | Classement par points          | Classement par points |
| --------------------- | ---------------------- | --------------------- | ------------------------------ | --------------------- |
|                       | Coureur                | Pays                  | Équipe                         | Point(s)              |
| 1er                   | Leangel Linarez        | Venezuela             | Tavfer-Ovos Matinados-Mortágua | 80 points             |
| 2e                    | Daniel Babor           | Tchéquie              | Caja Rural-Seguros RGA         | 60 pts                |
| 3e                    | Miguel Ángel Fernández | Espagne               | Burgos-BH                      | 56 pts                |
| modifier              |                        |                       |                                |                       |

| Classement de la montagne | Classement de la montagne | Classement de la montagne | Classement de la montagne        | Classement de la montagne |
| ------------------------- | ------------------------- | ------------------------- | -------------------------------- | ------------------------- |
|                           | Coureur                   | Pays                      | Équipe                           | Point(s)                  |
| 1er                       | Luis Ángel Maté           | Espagne                   | Euskaltel-Euskadi                | 11 points                 |
| 2e                        | Diogo Narciso             | Portugal                  | Credibom-La Alumínios-Marcos Car | 8 pts                     |
| 3e                        | César Fonte               | Portugal                  | Rádio Popular-Paredes-Boavista   | 8 pts                     |
| modifier                  |                           |                           |                                  |                           |

| Classement général du meilleur jeune | Classement général du meilleur jeune | Classement général du meilleur jeune | Classement général du meilleur jeune | Classement général du meilleur jeune |
|                                      | Coureur                              | Pays                                 | Équipe                               | Temps                                |
| ------------------------------------ | ------------------------------------ | ------------------------------------ | ------------------------------------ | ------------------------------------ |
| 1er                                  | Daniel Dias                          | Portugal                             | Credibom-La Alumínios-Marcos Car     | en 8 h 53 min 44 s                   |
| 2e                                   | Jaume Guardeño                       | Espagne                              | Caja Rural-Seguros RGA               | + 10 s                               |
| 3e                                   | Pablo García                         | Espagne                              | BAI-Sicasal-Petro de Luanda          | + 11 s                               |
| modifier                             |                                      |                                      |                                      |                                      |

| Classement par équipes | Classement par équipes | Classement par équipes | Classement par équipes |
|                        | Équipe                 | Pays                   | Temps                  |
| ---------------------- | ---------------------- | ---------------------- | ---------------------- |
| 1re                    | Glassdrive-Q8-Anicolor | Portugal               | en 26 h 40 min 54 s    |
| 2e                     | Team Vorarlberg        | Autriche               | + 6 s                  |
| 3e                     | Euskaltel-Euskadi      | Espagne                | m.t                    |
| modifier               |                        |                        |                        |

### 3eétape
Sines - Loulé : 191,8 km
| Classement de la 3e étape | Classement de la 3e étape | Classement de la 3e étape | Classement de la 3e étape        | Classement de la 3e étape |
|                           | Coureur                   | Pays                      | Équipe                           | Temps                     |
| ------------------------- | ------------------------- | ------------------------- | -------------------------------- | ------------------------- |
| 1er                       | João Matias               | Portugal                  | Tavfer-Ovos Matinados-Mortágua   | en 4 h 49 min 11 s        |
| 2e                        | Óscar Pelegrí             | Espagne                   | Burgos-BH                        | m.t                       |
| 3e                        | Luís Mendonça             | Portugal                  | Glassdrive-Q8-Anicolor           | m.t                       |
| 4e                        | Andoni López de Abetxuko  | Espagne                   | Euskaltel-Euskadi                | m.t                       |
| 5e                        | Francisco Campos          | Portugal                  | BAI-Sicasal-Petro de Luanda      | m.t                       |
| 6e                        | Hugo Nunes                | Portugal                  | Rádio Popular-Paredes-Boavista   | m.t                       |
| 7e                        | Luís Gomes                | Portugal                  | Kelly-Simoldes-UDO               | m.t                       |
| 8e                        | Rodrigo Caixas            | Portugal                  | Credibom-La Alumínios-Marcos Car | m.t                       |
| 9e                        | Calum Johnston            | Royaume-Uni               | Caja Rural-Seguros RGA           | m.t                       |
| 10e                       | César Fonte               | Portugal                  | Rádio Popular-Paredes-Boavista   | m.t                       |
| modifier                  |                           |                           |                                  |                           |

| Classement général | Classement général | Classement général | Classement général                    | Classement général  |
|                    | Coureur            | Pays               | Équipe                                | Temps               |
| ------------------ | ------------------ | ------------------ | ------------------------------------- | ------------------- |
| 1er                | Rafael Reis        | Portugal           | Glassdrive-Q8-Anicolor                | en 13 h 42 min 43 s |
| 2e                 | João Matias        | Portugal           | Tavfer-Ovos Matinados-Mortágua        | + 2 s               |
| 3e                 | Lukas Meiler       | Allemagne          | Team Vorarlberg                       | + 4 s               |
| 4e                 | Txomin Juaristi    | Espagne            | Euskaltel-Euskadi                     | m.t                 |
| 5e                 | Mauricio Moreira   | Uruguay            | Glassdrive-Q8-Anicolor                | + 5 s               |
| 6e                 | Íñigo Elosegui     | Espagne            | Kern Pharma                           | + 7 s               |
| 7e                 | Tiago Antunes      | Portugal           | Équipe cycliste Efapel                | m.t                 |
| 8e                 | Moran Vermeulen    | Autriche           | Team Vorarlberg                       | + 8 s               |
| 9e                 | Carlos Salgueiro   | Portugal           | AP Hotels & Resorts-Tavira-SC Farense | m.t                 |
| 10e                | Carlos Oyarzún     | Chili              | Aviludo-Louletano-Loulé Concelho      | + 9 s               |
| modifier           |                    |                    |                                       |                     |

| Classement par points | Classement par points  | Classement par points | Classement par points          | Classement par points |
| --------------------- | ---------------------- | --------------------- | ------------------------------ | --------------------- |
|                       | Coureur                | Pays                  | Équipe                         | Point(s)              |
| 1er                   | Leangel Linarez        | Venezuela             | Tavfer-Ovos Matinados-Mortágua | 80 points             |
| 2e                    | Daniel Babor           | Tchéquie              | Caja Rural-Seguros RGA         | 60 pts                |
| 3e                    | Miguel Ángel Fernández | Espagne               | Burgos-BH                      | 56 pts                |
| modifier              |                        |                       |                                |                       |

| Classement de la montagne | Classement de la montagne | Classement de la montagne | Classement de la montagne        | Classement de la montagne |
| ------------------------- | ------------------------- | ------------------------- | -------------------------------- | ------------------------- |
|                           | Coureur                   | Pays                      | Équipe                           | Point(s)                  |
| 1er                       | Luis Ángel Maté           | Espagne                   | Euskaltel-Euskadi                | 14 points                 |
| 2e                        | César Fonte               | Portugal                  | Rádio Popular-Paredes-Boavista   | 10 pts                    |
| 3e                        | Diogo Narciso             | Portugal                  | Credibom-La Alumínios-Marcos Car | 8 pts                     |
| modifier                  |                           |                           |                                  |                           |

| Classement général du meilleur jeune | Classement général du meilleur jeune | Classement général du meilleur jeune | Classement général du meilleur jeune | Classement général du meilleur jeune |
|                                      | Coureur                              | Pays                                 | Équipe                               | Temps                                |
| ------------------------------------ | ------------------------------------ | ------------------------------------ | ------------------------------------ | ------------------------------------ |
| 1er                                  | Pablo García                         | Espagne                              | BAI-Sicasal-Petro de Luanda          | en 13 h 43 min 6 s                   |
| 2e                                   | Afonso Eulálio                       | Portugal                             | ABTF Betão-Feirense                  | + 3 s                                |
| 3e                                   | Cesar Guavita                        | Colombie                             | Kelly-Simoldes-UDO                   | + 26 s                               |
| modifier                             |                                      |                                      |                                      |                                      |

| Classement par équipes | Classement par équipes | Classement par équipes | Classement par équipes |
|                        | Équipe                 | Pays                   | Temps                  |
| ---------------------- | ---------------------- | ---------------------- | ---------------------- |
| 1re                    | Glassdrive-Q8-Anicolor | Portugal               | en 41 h 8 min 27 s     |
| 2e                     | Team Vorarlberg        | Autriche               | + 6 s                  |
| 3e                     | Euskaltel-Euskadi      | Espagne                | m.t                    |
| modifier               |                        |                        |                        |

### 4eétape
Estremoz - Castelo Branco : 184,5 km
| Classement de la 4e étape | Classement de la 4e étape | Classement de la 4e étape | Classement de la 4e étape             | Classement de la 4e étape |
|                           | Coureur                   | Pays                      | Équipe                                | Temps                     |
| ------------------------- | ------------------------- | ------------------------- | ------------------------------------- | ------------------------- |
| 1er                       | Daniel Babor              | Tchéquie                  | Caja Rural-Seguros RGA                | en 4 h 36 min 26 s        |
| 2e                        | Andoni López de Abetxuko  | Espagne                   | Euskaltel-Euskadi                     | m.t                       |
| 3e                        | João Matias               | Portugal                  | Tavfer-Ovos Matinados-Mortágua        | m.t                       |
| 4e                        | Colin Stüssi              | Suisse                    | Team Vorarlberg                       | m.t                       |
| 5e                        | Luís Gomes                | Portugal                  | Kelly-Simoldes-UDO                    | m.t                       |
| 6e                        | Hugo Nunes                | Portugal                  | Rádio Popular-Paredes-Boavista        | m.t                       |
| 7e                        | Luís Mendonça             | Portugal                  | Glassdrive-Q8-Anicolor                | m.t                       |
| 8e                        | Óscar Pelegrí             | Espagne                   | Burgos-BH                             | m.t                       |
| 9e                        | Delio Fernández           | Espagne                   | AP Hotels & Resorts-Tavira-SC Farense | m.t                       |
| 10e                       | Léo Bouvier               | France                    | Bike Aid                              | m.t                       |
| modifier                  |                           |                           |                                       |                           |

| Classement général | Classement général       | Classement général | Classement général             | Classement général |
|                    | Coureur                  | Pays               | Équipe                         | Temps              |
| ------------------ | ------------------------ | ------------------ | ------------------------------ | ------------------ |
| 1er                | João Matias              | Portugal           | Tavfer-Ovos Matinados-Mortágua | en 18 h 19 min 7 s |
| 2e                 | Rafael Reis              | Portugal           | Glassdrive-Q8-Anicolor         | + 2 s              |
| 3e                 | Lukas Meiler             | Allemagne          | Team Vorarlberg                | + 6 s              |
| 4e                 | Txomin Juaristi          | Espagne            | Euskaltel-Euskadi              | m.t                |
| 5e                 | Mauricio Moreira         | Uruguay            | Glassdrive-Q8-Anicolor         | + 7 s              |
| 6e                 | Tiago Antunes            | Portugal           | Équipe cycliste Efapel         | + 9 s              |
| 7e                 | Moran Vermeulen          | Autriche           | Team Vorarlberg                | + 10 s             |
| 8e                 | Andoni López de Abetxuko | Espagne            | Euskaltel-Euskadi              | + 11 s             |
| 9e                 | Óscar Pelegrí            | Espagne            | Burgos-BH                      | m.t                |
| 10e                | Emanuel Duarte           | Portugal           | Équipe cycliste Efapel         | + 12 s             |
| modifier           |                          |                    |                                |                    |

| Classement par points | Classement par points    | Classement par points | Classement par points          | Classement par points |
| --------------------- | ------------------------ | --------------------- | ------------------------------ | --------------------- |
|                       | Coureur                  | Pays                  | Équipe                         | Point(s)              |
| 1er                   | Daniel Babor             | Tchéquie              | Caja Rural-Seguros RGA         | 100 points            |
| 2e                    | Leangel Linarez          | Venezuela             | Tavfer-Ovos Matinados-Mortágua | 80 pts                |
| 3e                    | Andoni López de Abetxuko | Espagne               | Euskaltel-Euskadi              | 76 pts                |
| modifier              |                          |                       |                                |                       |

| Classement de la montagne | Classement de la montagne | Classement de la montagne | Classement de la montagne        | Classement de la montagne |
| ------------------------- | ------------------------- | ------------------------- | -------------------------------- | ------------------------- |
|                           | Coureur                   | Pays                      | Équipe                           | Point(s)                  |
| 1er                       | João Macedo               | Portugal                  | Credibom-La Alumínios-Marcos Car | 17 points                 |
| 2e                        | Luis Ángel Maté           | Espagne                   | Euskaltel-Euskadi                | 17 pts                    |
| 3e                        | César Fonte               | Portugal                  | Rádio Popular-Paredes-Boavista   | 12 pts                    |
| modifier                  |                           |                           |                                  |                           |

| Classement général du meilleur jeune | Classement général du meilleur jeune | Classement général du meilleur jeune | Classement général du meilleur jeune | Classement général du meilleur jeune |
|                                      | Coureur                              | Pays                                 | Équipe                               | Temps                                |
| ------------------------------------ | ------------------------------------ | ------------------------------------ | ------------------------------------ | ------------------------------------ |
| 1er                                  | Pablo García                         | Espagne                              | BAI-Sicasal-Petro de Luanda          | en 18 h 19 min 32 s                  |
| 2e                                   | Afonso Eulálio                       | Portugal                             | ABTF Betão-Feirense                  | + 3 s                                |
| 3e                                   | Cesar Guavita                        | Colombie                             | Kelly-Simoldes-UDO                   | + 26 s                               |
| modifier                             |                                      |                                      |                                      |                                      |

| Classement par équipes | Classement par équipes | Classement par équipes | Classement par équipes |
|                        | Équipe                 | Pays                   | Temps                  |
| ---------------------- | ---------------------- | ---------------------- | ---------------------- |
| 1re                    | Glassdrive-Q8-Anicolor | Portugal               | en 54 h 57 min 45 s    |
| 2e                     | Euskaltel-Euskadi      | Espagne                | + 6 s                  |
| 3e                     | Team Vorarlberg        | Autriche               | m.t                    |
| modifier               |                        |                        |                        |

### 5eétape
Mação - Covilhã (Torre) : 184,3 km
| Classement de la 5e étape | Classement de la 5e étape | Classement de la 5e étape | Classement de la 5e étape             | Classement de la 5e étape |
|                           | Coureur                   | Pays                      | Équipe                                | Temps                     |
| ------------------------- | ------------------------- | ------------------------- | ------------------------------------- | ------------------------- |

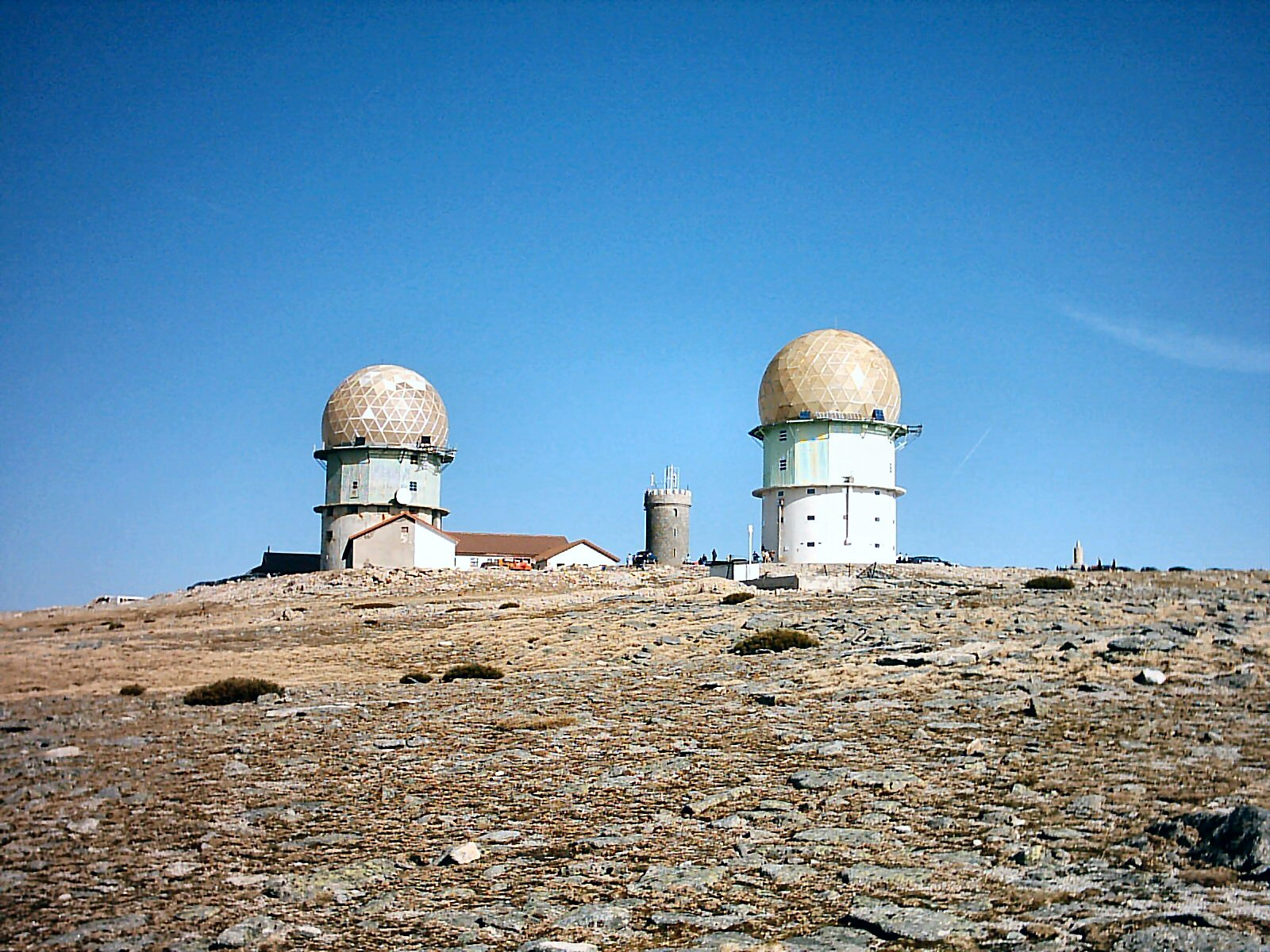
O Alto da Torre, l'arrivée de la 5e étape.

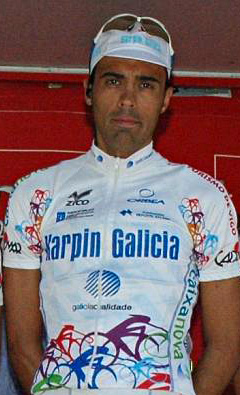
Delio Fernández, vainqueur de l'étape et nouveau maillot jaune.

| 1er                       | Delio Fernández           | Espagne                   | AP Hotels & Resorts-Tavira-SC Farense | en 5 h 21 min 59 s        |
| 2e                        | Colin Stüssi              | Suisse                    | Team Vorarlberg                       | + 6 s                     |
| 3e                        | Txomin Juaristi           | Espagne                   | Euskaltel-Euskadi                     | + 19 s                    |
| 4e                        | Jesús del Pino            | Espagne                   | Aviludo-Louletano-Loulé Concelho      | + 33 s                    |
| 5e                        | Henrique Casimiro         | Portugal                  | Équipe cycliste Efapel                | + 36 s                    |
| 6e                        | Mikel Iturria             | Espagne                   | Euskaltel-Euskadi                     | + 54 s                    |
| 7e                        | António Carvalho          | Portugal                  | ABTF Betão-Feirense                   | + 57 s                    |
| 8e                        | Andrés Camilo Ardila      | Colombie                  | Burgos-BH                             | + 1 min 2 s               |
| 9e                        | Frederico Figueiredo      | Portugal                  | Glassdrive-Q8-Anicolor                | + 1 min 11 s              |
| 10e                       | Óscar Cabedo              | Espagne                   | Team Vorarlberg                       | + 1 min 23 s              |
| modifier                  |                           |                           |                                       |                           |

| Classement général | Classement général   | Classement général | Classement général                    | Classement général  |
|                    | Coureur              | Pays               | Équipe                                | Temps               |
| ------------------ | -------------------- | ------------------ | ------------------------------------- | ------------------- |
| 1er                | Delio Fernández      | Espagne            | AP Hotels & Resorts-Tavira-SC Farense | en 23 h 41 min 17 s |
| 2e                 | Colin Stüssi         | Suisse             | Team Vorarlberg                       | + 5 s               |
| 3e                 | Txomin Juaristi      | Espagne            | Euskaltel-Euskadi                     | + 10 s              |
| 4e                 | Henrique Casimiro    | Portugal           | Équipe cycliste Efapel                | + 41 s              |
| 5e                 | Jesús del Pino       | Espagne            | Aviludo-Louletano-Loulé Concelho      | + 1 min 2 s         |
| 6e                 | Mikel Iturria        | Espagne            | Euskaltel-Euskadi                     | + 1 min 5 s         |
| 7e                 | António Carvalho     | Portugal           | ABTF Betão-Feirense                   | + 1 min 6 s         |
| 8e                 | Andrés Camilo Ardila | Colombie           | Burgos-BH                             | + 1 min 12 s        |
| 9e                 | Frederico Figueiredo | Portugal           | Glassdrive-Q8-Anicolor                | + 1 min 22 s        |
| 10e                | Gonçalo Leaça        | Portugal           | Credibom-La Alumínios-Marcos Car      | + 1 min 30 s        |
| modifier           |                      |                    |                                       |                     |

| Classement par points | Classement par points | Classement par points | Classement par points          | Classement par points |
| --------------------- | --------------------- | --------------------- | ------------------------------ | --------------------- |
|                       | Coureur               | Pays                  | Équipe                         | Point(s)              |
| 1er                   | Daniel Babor          | Tchéquie              | Caja Rural-Seguros RGA         | 100 points            |
| 2e                    | Leangel Linarez       | Venezuela             | Tavfer-Ovos Matinados-Mortágua | 85 pts                |
| 3e                    | João Matias           | Portugal              | Tavfer-Ovos Matinados-Mortágua | 78 pts                |
| modifier              |                       |                       |                                |                       |

| Classement de la montagne | Classement de la montagne | Classement de la montagne | Classement de la montagne             | Classement de la montagne |
| ------------------------- | ------------------------- | ------------------------- | ------------------------------------- | ------------------------- |
|                           | Coureur                   | Pays                      | Équipe                                | Point(s)                  |
| 1er                       | Delio Fernández           | Espagne                   | AP Hotels & Resorts-Tavira-SC Farense | 25 points                 |
| 2e                        | Colin Stüssi              | Suisse                    | Team Vorarlberg                       | 23 pts                    |
| 3e                        | João Macedo               | Portugal                  | Credibom-La Alumínios-Marcos Car      | 17 pts                    |
| modifier                  |                           |                           |                                       |                           |

| Classement général du meilleur jeune | Classement général du meilleur jeune | Classement général du meilleur jeune | Classement général du meilleur jeune | Classement général du meilleur jeune |
|                                      | Coureur                              | Pays                                 | Équipe                               | Temps                                |
| ------------------------------------ | ------------------------------------ | ------------------------------------ | ------------------------------------ | ------------------------------------ |
| 1er                                  | Afonso Eulálio                       | Portugal                             | ABTF Betão-Feirense                  | en 23 h 43 min 21 s                  |
| 2e                                   | Cesar Guavita                        | Colombie                             | Kelly-Simoldes-UDO                   | + 2 min 25 s                         |
| 3e                                   | Jaume Guardeño                       | Espagne                              | Caja Rural-Seguros RGA               | + 6 min 59 s                         |
| modifier                             |                                      |                                      |                                      |                                      |

| Classement par équipes | Classement par équipes | Classement par équipes | Classement par équipes |
|                        | Équipe                 | Pays                   | Temps                  |
| ---------------------- | ---------------------- | ---------------------- | ---------------------- |
| 1re                    | Euskaltel-Euskadi      | Espagne                | en 71 h 7 min 53 s     |
| 2e                     | Glassdrive-Q8-Anicolor | Portugal               | + 43 s                 |
| 3e                     | ABTF Betão-Feirense    | Portugal               | + 2 min 47 s           |
| modifier               |                        |                        |                        |

### 6eétape
Penamacor - Guarda : 168,5 km
| Classement de la 6e étape | Classement de la 6e étape | Classement de la 6e étape | Classement de la 6e étape      | Classement de la 6e étape |
|                           | Coureur                   | Pays                      | Équipe                         | Temps                     |
| ------------------------- | ------------------------- | ------------------------- | ------------------------------ | ------------------------- |
| 1er                       | Luis Ángel Maté           | Espagne                   | Euskaltel-Euskadi              | en 4 h 24 min 59 s        |
| 2e                        | Artem Nych                | Russie                    | Glassdrive-Q8-Anicolor         | + 14 s                    |
| 3e                        | Iván Cobo                 | Espagne                   | Kern Pharma                    | + 47 s                    |
| 4e                        | César Fonte               | Portugal                  | Rádio Popular-Paredes-Boavista | + 56 s                    |
| 5e                        | Nícolas Sessler           | Brésil                    | Global 6 Cycling               | + 59 s                    |
| 6e                        | António Carvalho          | Portugal                  | ABTF Betão-Feirense            | + 2 min 1 s               |
| 7e                        | Colin Stüssi              | Suisse                    | Team Vorarlberg                | + 2 min 2 s               |
| 8e                        | Frederico Figueiredo      | Portugal                  | Glassdrive-Q8-Anicolor         | + 2 min 4 s               |
| 9e                        | Henrique Casimiro         | Portugal                  | Équipe cycliste Efapel         | m.t                       |
| 10e                       | Txomin Juaristi           | Espagne                   | Euskaltel-Euskadi              | m.t                       |
| modifier                  |                           |                           |                                |                           |

| Classement général | Classement général   | Classement général | Classement général                    | Classement général |
|                    | Coureur              | Pays               | Équipe                                | Temps              |
| ------------------ | -------------------- | ------------------ | ------------------------------------- | ------------------ |
| 1er                | Artem Nych           | Russie             | Glassdrive-Q8-Anicolor                | en 28 h 7 min 53 s |
| 2e                 | Delio Fernández      | Espagne            | AP Hotels & Resorts-Tavira-SC Farense | + 27 s             |
| 3e                 | Colin Stüssi         | Suisse             | Team Vorarlberg                       | + 30 s             |
| 4e                 | Txomin Juaristi      | Espagne            | Euskaltel-Euskadi                     | + 37 s             |
| 5e                 | Luis Ángel Maté      | Espagne            | Euskaltel-Euskadi                     | + 1 min 1 s        |
| 6e                 | Henrique Casimiro    | Portugal           | Équipe cycliste Efapel                | + 1 min 8 s        |
| 7e                 | António Carvalho     | Portugal           | ABTF Betão-Feirense                   | + 1 min 30 s       |
| 8e                 | Frederico Figueiredo | Portugal           | Glassdrive-Q8-Anicolor                | + 1 min 49 s       |
| 9e                 | Mikel Iturria        | Espagne            | Euskaltel-Euskadi                     | + 2 min 44 s       |
| 10e                | Jesús del Pino       | Espagne            | Aviludo-Louletano-Loulé Concelho      | + 2 min 54 s       |
| modifier           |                      |                    |                                       |                    |

| Classement par points | Classement par points | Classement par points | Classement par points          | Classement par points |
| --------------------- | --------------------- | --------------------- | ------------------------------ | --------------------- |
|                       | Coureur               | Pays                  | Équipe                         | Point(s)              |
| 1er                   | Daniel Babor          | Tchéquie              | Caja Rural-Seguros RGA         | 100 points            |
| 2e                    | Leangel Linarez       | Venezuela             | Tavfer-Ovos Matinados-Mortágua | 90 pts                |
| 3e                    | João Matias           | Portugal              | Tavfer-Ovos Matinados-Mortágua | 83 pts                |
| modifier              |                       |                       |                                |                       |

| Classement de la montagne | Classement de la montagne | Classement de la montagne | Classement de la montagne             | Classement de la montagne |
| ------------------------- | ------------------------- | ------------------------- | ------------------------------------- | ------------------------- |
|                           | Coureur                   | Pays                      | Équipe                                | Point(s)                  |
| 1er                       | César Fonte               | Portugal                  | Rádio Popular-Paredes-Boavista        | 41 points                 |
| 2e                        | Luis Ángel Maté           | Espagne                   | Euskaltel-Euskadi                     | 27 pts                    |
| 3e                        | Delio Fernández           | Espagne                   | AP Hotels & Resorts-Tavira-SC Farense | 25 pts                    |
| modifier                  |                           |                           |                                       |                           |

| Classement général du meilleur jeune | Classement général du meilleur jeune | Classement général du meilleur jeune | Classement général du meilleur jeune | Classement général du meilleur jeune |
|                                      | Coureur                              | Pays                                 | Équipe                               | Temps                                |
| ------------------------------------ | ------------------------------------ | ------------------------------------ | ------------------------------------ | ------------------------------------ |
| 1er                                  | Afonso Eulálio                       | Portugal                             | ABTF Betão-Feirense                  | en 28 h 11 min 45 s                  |
| 2e                                   | Cesar Guavita                        | Colombie                             | Kelly-Simoldes-UDO                   | + 7 min 18 s                         |
| 3e                                   | Jaume Guardeño                       | Espagne                              | Caja Rural-Seguros RGA               | + 11 min 50 s                        |
| modifier                             |                                      |                                      |                                      |                                      |

| Classement par équipes | Classement par équipes | Classement par équipes | Classement par équipes |
|                        | Équipe                 | Pays                   | Temps                  |
| ---------------------- | ---------------------- | ---------------------- | ---------------------- |
| 1re                    | Euskaltel-Euskadi      | Espagne                | en 84 h 27 min 8 s     |
| 2e                     | Glassdrive-Q8-Anicolor | Portugal               | + 1 min 15 s           |
| 3e                     | ABTF Betão-Feirense    | Portugal               | + 12 min 13 s          |
| modifier               |                        |                        |                        |

### 7eétape
Torre de Moncorvo - Montalegre : 162,6 km
| Classement de la 7e étape | Classement de la 7e étape | Classement de la 7e étape | Classement de la 7e étape        | Classement de la 7e étape |
|                           | Coureur                   | Pays                      | Équipe                           | Temps                     |
| ------------------------- | ------------------------- | ------------------------- | -------------------------------- | ------------------------- |
| 1er                       | Colin Stüssi              | Suisse                    | Team Vorarlberg                  | en 4 h 16 min 59 s        |
| 2e                        | Luis Ángel Maté           | Espagne                   | Euskaltel-Euskadi                | m.t                       |
| 3e                        | António Carvalho          | Portugal                  | ABTF Betão-Feirense              | m.t                       |
| 4e                        | Henrique Casimiro         | Portugal                  | Équipe cycliste Efapel           | m.t                       |
| 5e                        | Frederico Figueiredo      | Portugal                  | Glassdrive-Q8-Anicolor           | + 2 s                     |
| 6e                        | Afonso Eulálio            | Portugal                  | ABTF Betão-Feirense              | + 9 s                     |
| 7e                        | Óscar Cabedo              | Espagne                   | Team Vorarlberg                  | + 20 s                    |
| 8e                        | Yesid Pira                | Colombie                  | Caja Rural-Seguros RGA           | m.t                       |

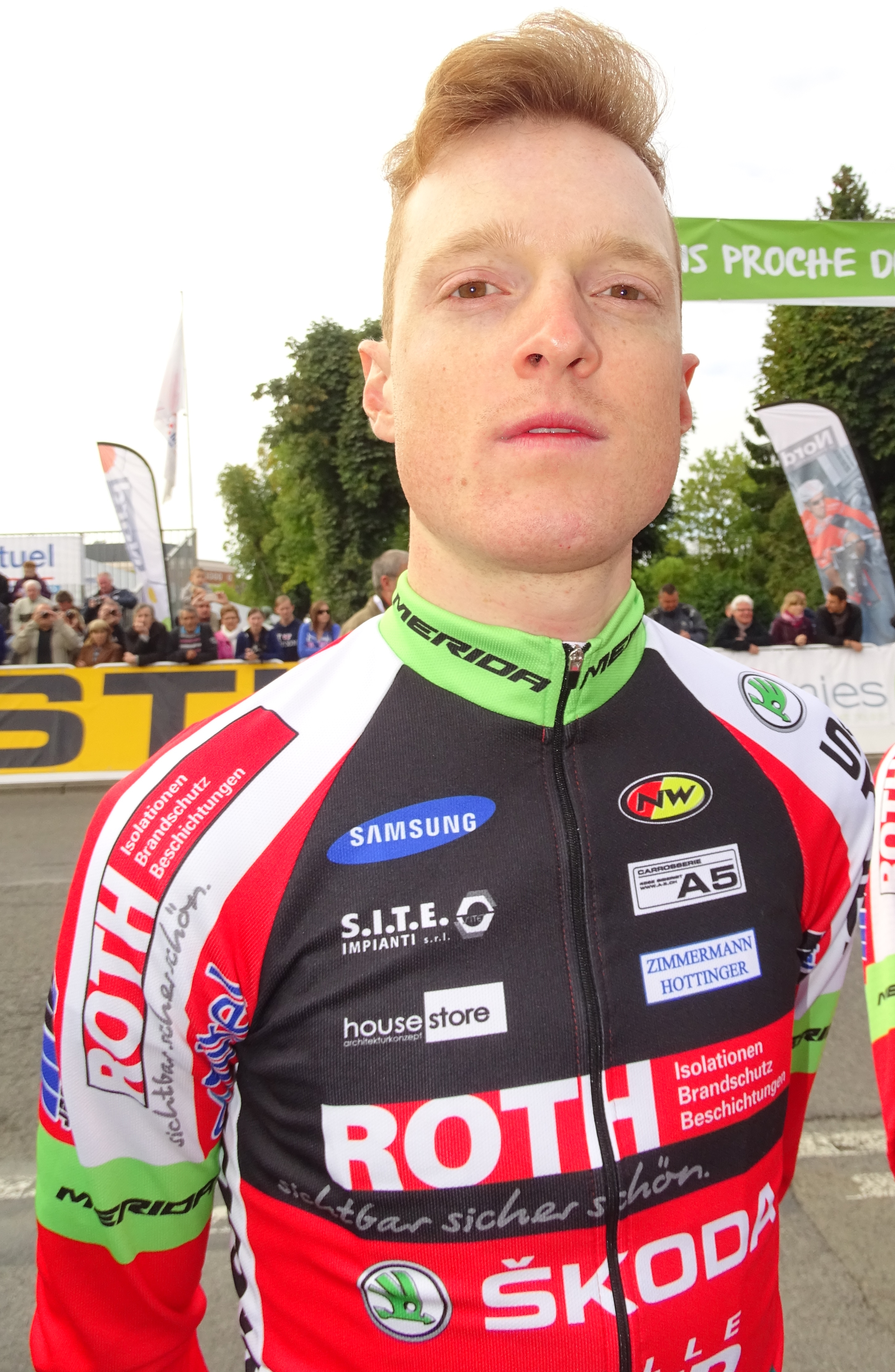
Colin Stüssi, vainqueur de l'étape et nouveau maillot jaune.

| 9e                        | Jesús del Pino            | Espagne                   | Aviludo-Louletano-Loulé Concelho | + 23 s                    |
| 10e                       | Mikel Iturria             | Espagne                   | Euskaltel-Euskadi                | + 26 s                    |
| modifier                  |                           |                           |                                  |                           |

| Classement général | Classement général   | Classement général | Classement général               | Classement général  |
|                    | Coureur              | Pays               | Équipe                           | Temps               |
| ------------------ | -------------------- | ------------------ | -------------------------------- | ------------------- |
| 1er                | Colin Stüssi         | Suisse             | Team Vorarlberg                  | en 32 h 25 min 12 s |
| 2e                 | Artem Nych           | Russie             | Glassdrive-Q8-Anicolor           | + 28 s              |
| 3e                 | Luis Ángel Maté      | Espagne            | Euskaltel-Euskadi                | + 34 s              |
| 4e                 | Txomin Juaristi      | Espagne            | Euskaltel-Euskadi                | + 43 s              |
| 5e                 | Henrique Casimiro    | Portugal           | Équipe cycliste Efapel           | + 45 s              |
| 6e                 | António Carvalho     | Portugal           | ABTF Betão-Feirense              | + 1 min 6 s         |
| 7e                 | Frederico Figueiredo | Portugal           | Glassdrive-Q8-Anicolor           | + 1 min 29 s        |
| 8e                 | Mikel Iturria        | Espagne            | Euskaltel-Euskadi                | + 2 min 50 s        |
| 9e                 | Jesús del Pino       | Espagne            | Aviludo-Louletano-Loulé Concelho | + 2 min 57 s        |
| 10e                | Óscar Cabedo         | Espagne            | Team Vorarlberg                  | + 3 min 21 s        |
| modifier           |                      |                    |                                  |                     |

| Classement par points | Classement par points | Classement par points | Classement par points          | Classement par points |
| --------------------- | --------------------- | --------------------- | ------------------------------ | --------------------- |
|                       | Coureur               | Pays                  | Équipe                         | Point(s)              |
| 1er                   | Daniel Babor          | Tchéquie              | Caja Rural-Seguros RGA         | 100 points            |
| 2e                    | Leangel Linarez       | Venezuela             | Tavfer-Ovos Matinados-Mortágua | 95 pts                |
| 3e                    | João Matias           | Portugal              | Tavfer-Ovos Matinados-Mortágua | 83 pts                |
| modifier              |                       |                       |                                |                       |

| Classement de la montagne | Classement de la montagne | Classement de la montagne | Classement de la montagne      | Classement de la montagne |
| ------------------------- | ------------------------- | ------------------------- | ------------------------------ | ------------------------- |
|                           | Coureur                   | Pays                      | Équipe                         | Point(s)                  |
| 1er                       | César Fonte               | Portugal                  | Rádio Popular-Paredes-Boavista | 69 points                 |
| 2e                        | Luis Ángel Maté           | Espagne                   | Euskaltel-Euskadi              | 40 pts                    |
| 3e                        | Colin Stüssi              | Suisse                    | Team Vorarlberg                | 38 pts                    |
| modifier                  |                           |                           |                                |                           |

| Classement général du meilleur jeune | Classement général du meilleur jeune | Classement général du meilleur jeune | Classement général du meilleur jeune | Classement général du meilleur jeune |
|                                      | Coureur                              | Pays                                 | Équipe                               | Temps                                |
| ------------------------------------ | ------------------------------------ | ------------------------------------ | ------------------------------------ | ------------------------------------ |
| 1er                                  | Afonso Eulálio                       | Portugal                             | ABTF Betão-Feirense                  | en 32 h 28 min 53 s                  |
| 2e                                   | Jaume Guardeño                       | Espagne                              | Caja Rural-Seguros RGA               | + 12 min 34 s                        |
| 3e                                   | Pablo García                         | Espagne                              | BAI-Sicasal-Petro de Luanda          | + 24 min 47 s                        |
| modifier                             |                                      |                                      |                                      |                                      |

| Classement par équipes | Classement par équipes | Classement par équipes | Classement par équipes |
|                        | Équipe                 | Pays                   | Temps                  |
| ---------------------- | ---------------------- | ---------------------- | ---------------------- |
| 1re                    | Euskaltel-Euskadi      | Espagne                | en 97 h 18 min 57 s    |
| 2e                     | Glassdrive-Q8-Anicolor | Portugal               | + 2 min 1 s            |
| 3e                     | ABTF Betão-Feirense    | Portugal               | + 16 min 11 s          |
| modifier               |                        |                        |                        |

### 8eétape
Boticas - Fafe : 146,7 km
| Classement de la 8e étape | Classement de la 8e étape | Classement de la 8e étape | Classement de la 8e étape | Classement de la 8e étape |
|                           | Coureur                   | Pays                      | Équipe                    | Temps                     |
| ------------------------- | ------------------------- | ------------------------- | ------------------------- | ------------------------- |
| 1er                       | Adrián Bustamante         | Colombie                  | Kelly-Simoldes-UDO        | en 3 h 34 min 26 s        |
| 2e                        | Mikel Iturria             | Espagne                   | Euskaltel-Euskadi         | + 1 s                     |
| 3e                        | Luis Ángel Maté           | Espagne                   | Euskaltel-Euskadi         | m.t                       |
| 4e                        | James Whelan              | Australie                 | Glassdrive-Q8-Anicolor    | + 2 s                     |
| 5e                        | António Carvalho          | Portugal                  | ABTF Betão-Feirense       | m.t                       |
| 6e                        | Luís Mendonça             | Portugal                  | Glassdrive-Q8-Anicolor    | + 3 s                     |
| 7e                        | Yesid Pira                | Colombie                  | Caja Rural-Seguros RGA    | m.t                       |
| 8e                        | Luís Gomes                | Portugal                  | Kelly-Simoldes-UDO        | m.t                       |
| 9e                        | Henrique Casimiro         | Portugal                  | Équipe cycliste Efapel    | m.t                       |
| 10e                       | Frederico Figueiredo      | Portugal                  | Glassdrive-Q8-Anicolor    | m.t                       |
| modifier                  |                           |                           |                           |                           |

| Classement général | Classement général   | Classement général | Classement général               | Classement général  |
|                    | Coureur              | Pays               | Équipe                           | Temps               |
| ------------------ | -------------------- | ------------------ | -------------------------------- | ------------------- |
| 1er                | Colin Stüssi         | Suisse             | Team Vorarlberg                  | en 35 h 59 min 40 s |
| 2e                 | Artem Nych           | Russie             | Glassdrive-Q8-Anicolor           | + 28 s              |
| 3e                 | Luis Ángel Maté      | Espagne            | Euskaltel-Euskadi                | m.t                 |
| 4e                 | Txomin Juaristi      | Espagne            | Euskaltel-Euskadi                | + 43 s              |
| 5e                 | Henrique Casimiro    | Portugal           | Équipe cycliste Efapel           | + 45 s              |
| 6e                 | António Carvalho     | Portugal           | ABTF Betão-Feirense              | + 1 min 6 s         |
| 7e                 | Frederico Figueiredo | Portugal           | Glassdrive-Q8-Anicolor           | + 1 min 29 s        |
| 8e                 | Mikel Iturria        | Espagne            | Euskaltel-Euskadi                | + 2 min 42 s        |
| 9e                 | Jesús del Pino       | Espagne            | Aviludo-Louletano-Loulé Concelho | + 2 min 57 s        |
| 10e                | Yesid Pira           | Colombie           | Caja Rural-Seguros RGA           | + 3 min 41 s        |
| modifier           |                      |                    |                                  |                     |

| Classement par points | Classement par points    | Classement par points | Classement par points          | Classement par points |
| --------------------- | ------------------------ | --------------------- | ------------------------------ | --------------------- |
|                       | Coureur                  | Pays                  | Équipe                         | Point(s)              |
| 1er                   | Daniel Babor             | Tchéquie              | Caja Rural-Seguros RGA         | 100 points            |
| 2e                    | Leangel Linarez          | Venezuela             | Tavfer-Ovos Matinados-Mortágua | 95 pts                |
| 3e                    | Andoni López de Abetxuko | Espagne               | Euskaltel-Euskadi              | 86 pts                |
| modifier              |                          |                       |                                |                       |

| Classement de la montagne | Classement de la montagne | Classement de la montagne | Classement de la montagne      | Classement de la montagne |
| ------------------------- | ------------------------- | ------------------------- | ------------------------------ | ------------------------- |
|                           | Coureur                   | Pays                      | Équipe                         | Point(s)                  |
| 1er                       | César Fonte               | Portugal                  | Rádio Popular-Paredes-Boavista | 69 points                 |
| 2e                        | Luis Ángel Maté           | Espagne                   | Euskaltel-Euskadi              | 40 pts                    |
| 3e                        | Colin Stüssi              | Suisse                    | Team Vorarlberg                | 39 pts                    |
| modifier                  |                           |                           |                                |                           |

| Classement général du meilleur jeune | Classement général du meilleur jeune | Classement général du meilleur jeune | Classement général du meilleur jeune | Classement général du meilleur jeune |
|                                      | Coureur                              | Pays                                 | Équipe                               | Temps                                |
| ------------------------------------ | ------------------------------------ | ------------------------------------ | ------------------------------------ | ------------------------------------ |
| 1er                                  | Afonso Eulálio                       | Portugal                             | ABTF Betão-Feirense                  | en 36 h 6 min 29 s                   |
| 2e                                   | Jaume Guardeño                       | Espagne                              | Caja Rural-Seguros RGA               | + 10 min 30 s                        |
| 3e                                   | Pablo García                         | Espagne                              | BAI-Sicasal-Petro de Luanda          | + 25 min 12 s                        |
| modifier                             |                                      |                                      |                                      |                                      |

| Classement par équipes | Classement par équipes | Classement par équipes | Classement par équipes |
|                        | Équipe                 | Pays                   | Temps                  |
| ---------------------- | ---------------------- | ---------------------- | ---------------------- |
| 1re                    | Euskaltel-Euskadi      | Espagne                | en 108 h 2 min 17 s    |
| 2e                     | Glassdrive-Q8-Anicolor | Portugal               | + 2 min 5 s            |
| 3e                     | ABTF Betão-Feirense    | Portugal               | + 21 min 42 s          |
| modifier               |                        |                        |                        |

### 9eétape
Paredes - Mondim de Basto : 174,5 km
| Classement de la 9e étape | Classement de la 9e étape | Classement de la 9e étape | Classement de la 9e étape             | Classement de la 9e étape |
|                           | Coureur                   | Pays                      | Équipe                                | Temps                     |
| ------------------------- | ------------------------- | ------------------------- | ------------------------------------- | ------------------------- |
| 1er                       | James Whelan              | Australie                 | Glassdrive-Q8-Anicolor                | en 4 h 32 min 46 s        |

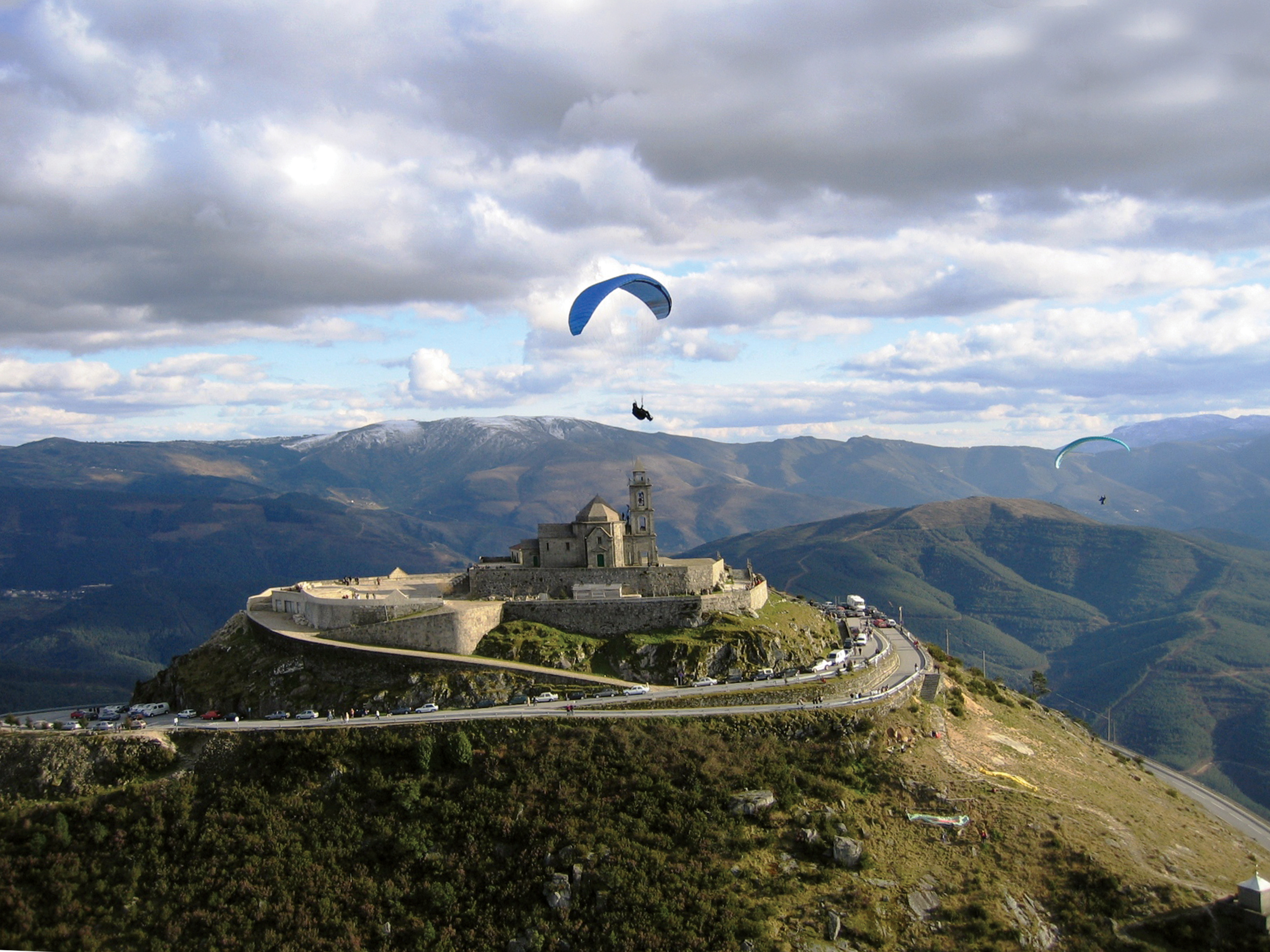
O Alto da Senhora da Graça
l'arrivée de la 9e étape.

| 2e                        | Delio Fernández           | Espagne                   | AP Hotels & Resorts-Tavira-SC Farense | + 34 s                    |
| 3e                        | Hélder Gonçalves          | Portugal                  | Kelly-Simoldes-UDO                    | + 36 s                    |
| 4e                        | Ivo Pinheiro              | Portugal                  | ABTF Betão-Feirense                   | + 49 s                    |
| 5e                        | Jaume Guardeño            | Espagne                   | Caja Rural-Seguros RGA                | + 1 min 24 s              |
| 6e                        | Luís Fernandes            | Portugal                  | Rádio Popular-Paredes-Boavista        | + 1 min 34 s              |
| 7e                        | Colin Stüssi              | Suisse                    | Team Vorarlberg                       | + 1 min 38 s              |
| 8e                        | Henrique Casimiro         | Portugal                  | Équipe cycliste Efapel                | m.t                       |
| 9e                        | António Carvalho          | Portugal                  | ABTF Betão-Feirense                   | + 1 min 39 s              |
| 10e                       | Mikel Mujika              | Espagne                   | BAI-Sicasal-Petro de Luanda           | + 1 min 57 s              |
| modifier                  |                           |                           |                                       |                           |

| Classement général | Classement général   | Classement général | Classement général               | Classement général |
|                    | Coureur              | Pays               | Équipe                           | Temps              |
| ------------------ | -------------------- | ------------------ | -------------------------------- | ------------------ |
| 1er                | Colin Stüssi         | Suisse             | Team Vorarlberg                  | en 40 h 34 min 4 s |
| 2e                 | Henrique Casimiro    | Portugal           | Équipe cycliste Efapel           | + 45 s             |
| 3e                 | Artem Nych           | Russie             | Glassdrive-Q8-Anicolor           | + 1 min 0 s        |
| 4e                 | António Carvalho     | Portugal           | ABTF Betão-Feirense              | + 1 min 6 s        |
| 5e                 | Luis Ángel Maté      | Espagne            | Euskaltel-Euskadi                | + 1 min 15 s       |
| 6e                 | Txomin Juaristi      | Espagne            | Euskaltel-Euskadi                | + 1 min 30 s       |
| 7e                 | Frederico Figueiredo | Portugal           | Glassdrive-Q8-Anicolor           | + 2 min 1 s        |
| 8e                 | James Whelan         | Australie          | Glassdrive-Q8-Anicolor           | + 2 min 58 s       |
| 9e                 | Jesús del Pino       | Espagne            | Aviludo-Louletano-Loulé Concelho | + 4 min 4 s        |
| 10e                | Hélder Gonçalves     | Portugal           | Kelly-Simoldes-UDO               | + 5 min 7 s        |
| modifier           |                      |                    |                                  |                    |

| Classement par points | Classement par points | Classement par points | Classement par points          | Classement par points |
| --------------------- | --------------------- | --------------------- | ------------------------------ | --------------------- |
|                       | Coureur               | Pays                  | Équipe                         | Point(s)              |
| 1er                   | Daniel Babor          | Tchéquie              | Caja Rural-Seguros RGA         | 105 points            |
| 2e                    | Leangel Linarez       | Venezuela             | Tavfer-Ovos Matinados-Mortágua | 98 pts                |
| 3e                    | Luís Mendonça         | Portugal              | Glassdrive-Q8-Anicolor         | 87 pts                |
| modifier              |                       |                       |                                |                       |

| Classement de la montagne | Classement de la montagne | Classement de la montagne | Classement de la montagne      | Classement de la montagne |
| ------------------------- | ------------------------- | ------------------------- | ------------------------------ | ------------------------- |
|                           | Coureur                   | Pays                      | Équipe                         | Point(s)                  |
| 1er                       | César Fonte               | Portugal                  | Rádio Popular-Paredes-Boavista | 97 points                 |
| 2e                        | Antonio Jesús Soto        | Espagne                   | Euskaltel-Euskadi              | 58 pts                    |
| 3e                        | Luis Ángel Maté           | Espagne                   | Euskaltel-Euskadi              | 40 pts                    |
| modifier                  |                           |                           |                                |                           |

| Classement général du meilleur jeune | Classement général du meilleur jeune | Classement général du meilleur jeune | Classement général du meilleur jeune | Classement général du meilleur jeune |
|                                      | Coureur                              | Pays                                 | Équipe                               | Temps                                |
| ------------------------------------ | ------------------------------------ | ------------------------------------ | ------------------------------------ | ------------------------------------ |
| 1er                                  | Afonso Eulálio                       | Portugal                             | ABTF Betão-Feirense                  | en 40 h 51 min 2 s                   |
| 2e                                   | Jaume Guardeño                       | Espagne                              | Caja Rural-Seguros RGA               | + 7 s                                |
| 3e                                   | Cesar Guavita                        | Colombie                             | Kelly-Simoldes-UDO                   | + 32 min 57 s                        |
| modifier                             |                                      |                                      |                                      |                                      |

| Classement par équipes | Classement par équipes | Classement par équipes | Classement par équipes |
|                        | Équipe                 | Pays                   | Temps                  |
| ---------------------- | ---------------------- | ---------------------- | ---------------------- |
| 1re                    | Glassdrive-Q8-Anicolor | Portugal               | en 121 h 47 min 0 s    |
| 2e                     | Euskaltel-Euskadi      | Espagne                | + 2 min 40 s           |
| 3e                     | Kelly-Simoldes-UDO     | Portugal               | + 28 min 25 s          |
| modifier               |                        |                        |                        |

### 10eétape
Viana do Castelo - Viana do Castelo : 18,2 km
| Classement de la 10e étape | Classement de la 10e étape | Classement de la 10e étape | Classement de la 10e étape       | Classement de la 10e étape |
|                            | Coureur                    | Pays                       | Équipe                           | Temps                      |
| -------------------------- | -------------------------- | -------------------------- | -------------------------------- | -------------------------- |
| 1er                        | Txomin Juaristi            | Espagne                    | Euskaltel-Euskadi                | en 24 min 56 s             |
| 2e                         | Mauricio Moreira           | Uruguay                    | Glassdrive-Q8-Anicolor           | + 3 s                      |
| 3e                         | Colin Stüssi               | Suisse                     | Team Vorarlberg                  | + 26 s                     |
| 4e                         | António Carvalho           | Portugal                   | ABTF Betão-Feirense              | + 27 s                     |
| 5e                         | Rafael Reis                | Portugal                   | Glassdrive-Q8-Anicolor           | + 48 s                     |
| 6e                         | Luis Ángel Maté            | Espagne                    | Euskaltel-Euskadi                | + 51 s                     |
| 7e                         | Artem Nych                 | Russie                     | Glassdrive-Q8-Anicolor           | + 54 s                     |
| 8e                         | Carlos Oyarzún             | Chili                      | Aviludo-Louletano-Loulé Concelho | + 1 min 1 s                |
| 9e                         | Mikel Iturria              | Espagne                    | Euskaltel-Euskadi                | + 1 min 2 s                |
| 10e                        | Moran Vermeulen            | Autriche                   | Team Vorarlberg                  | + 1 min 7 s                |
| modifier                   |                            |                            |                                  |                            |

## Classements

### Classement général final
| Classement général | Classement général   | Classement général | Classement général               | Classement général  |
|                    | Coureur              | Pays               | Équipe                           | Temps               |
| ------------------ | -------------------- | ------------------ | -------------------------------- | ------------------- |
| 1er                | Colin Stüssi         | Suisse             | Team Vorarlberg                  | en 40 h 59 min 26 s |
| 2e                 | Txomin Juaristi      | Espagne            | Euskaltel-Euskadi                | + 1 min 4 s         |
| 3e                 | António Carvalho     | Portugal           | ABTF Betão-Feirense              | + 1 min 7 s         |
| 4e                 | Artem Nych           | Russie             | Glassdrive-Q8-Anicolor           | + 1 min 28 s        |
| 5e                 | Luis Ángel Maté      | Espagne            | Euskaltel-Euskadi                | + 1 min 40 s        |
| 6e                 | Henrique Casimiro    | Portugal           | Équipe cycliste Efapel           | + 1 min 43 s        |
| 7e                 | Frederico Figueiredo | Portugal           | Glassdrive-Q8-Anicolor           | + 3 min 27 s        |
| 8e                 | James Whelan         | Australie          | Glassdrive-Q8-Anicolor           | + 4 min 22 s        |
| 9e                 | Mikel Iturria        | Espagne            | Euskaltel-Euskadi                | + 5 min 55 s        |
| 10e                | Jesús del Pino       | Espagne            | Aviludo-Louletano-Loulé Concelho | + 6 min 1 s         |
| modifier           |                      |                    |                                  |                     |

### Classements annexes finals

#### Classement par points
| Classement par points | Classement par points    | Classement par points | Classement par points          | Classement par points |
| --------------------- | ------------------------ | --------------------- | ------------------------------ | --------------------- |
|                       | Coureur                  | Pays                  | Équipe                         | Point(s)              |
| 1er                   | Daniel Babor             | Tchéquie              | Caja Rural-Seguros RGA         | 105 points            |
| 2e                    | Leangel Linarez          | Venezuela             | Tavfer-Ovos Matinados-Mortágua | 98 pts                |
| 3e                    | Luís Mendonça            | Portugal              | Glassdrive-Q8-Anicolor         | 87 pts                |
| 4e                    | Andoni López de Abetxuko | Espagne               | Euskaltel-Euskadi              | 86 pts                |
| 5e                    | João Matias              | Portugal              | Tavfer-Ovos Matinados-Mortágua | 84 pts                |
| modifier              |                          |                       |                                |                       |

#### Classement de la montagne
| Classement de la montagne | Classement de la montagne | Classement de la montagne | Classement de la montagne             | Classement de la montagne |
| ------------------------- | ------------------------- | ------------------------- | ------------------------------------- | ------------------------- |
|                           | Coureur                   | Pays                      | Équipe                                | Point(s)                  |
| 1er                       | César Fonte               | Portugal                  | Rádio Popular-Paredes-Boavista        | 97 points                 |
| 2e                        | Antonio Jesús Soto        | Espagne                   | Euskaltel-Euskadi                     | 58 pts                    |
| 3e                        | Colin Stüssi              | Suisse                    | Team Vorarlberg                       | 43 pts                    |
| 4e                        | Delio Fernández           | Espagne                   | AP Hotels & Resorts-Tavira-SC Farense | 41 pts                    |
| 5e                        | Luis Ángel Maté           | Espagne                   | Euskaltel-Euskadi                     | 40 pts                    |
| modifier                  |                           |                           |                                       |                           |

#### Classement du meilleur jeune
| Classement général du meilleur jeune | Classement général du meilleur jeune | Classement général du meilleur jeune | Classement général du meilleur jeune | Classement général du meilleur jeune |
|                                      | Coureur                              | Pays                                 | Équipe                               | Temps                                |
| ------------------------------------ | ------------------------------------ | ------------------------------------ | ------------------------------------ | ------------------------------------ |
| 1er                                  | Jaume Guardeño                       | Espagne                              | Caja Rural-Seguros RGA               | en 41 h 17 min 15 s                  |
| 2e                                   | Afonso Eulálio                       | Portugal                             | ABTF Betão-Feirense                  | + 47 s                               |
| 3e                                   | Cesar Guavita                        | Colombie                             | Kelly-Simoldes-UDO                   | + 36 min 11 s                        |
| 4e                                   | Pablo García                         | Espagne                              | BAI-Sicasal-Petro de Luanda          | + 38 min 2 s                         |
| 5e                                   | Diogo Narciso                        | Portugal                             | Credibom-La Alumínios-Marcos Car     | + 1 h 28 min 10 s                    |
| modifier                             |                                      |                                      |                                      |                                      |

#### Classement par équipes

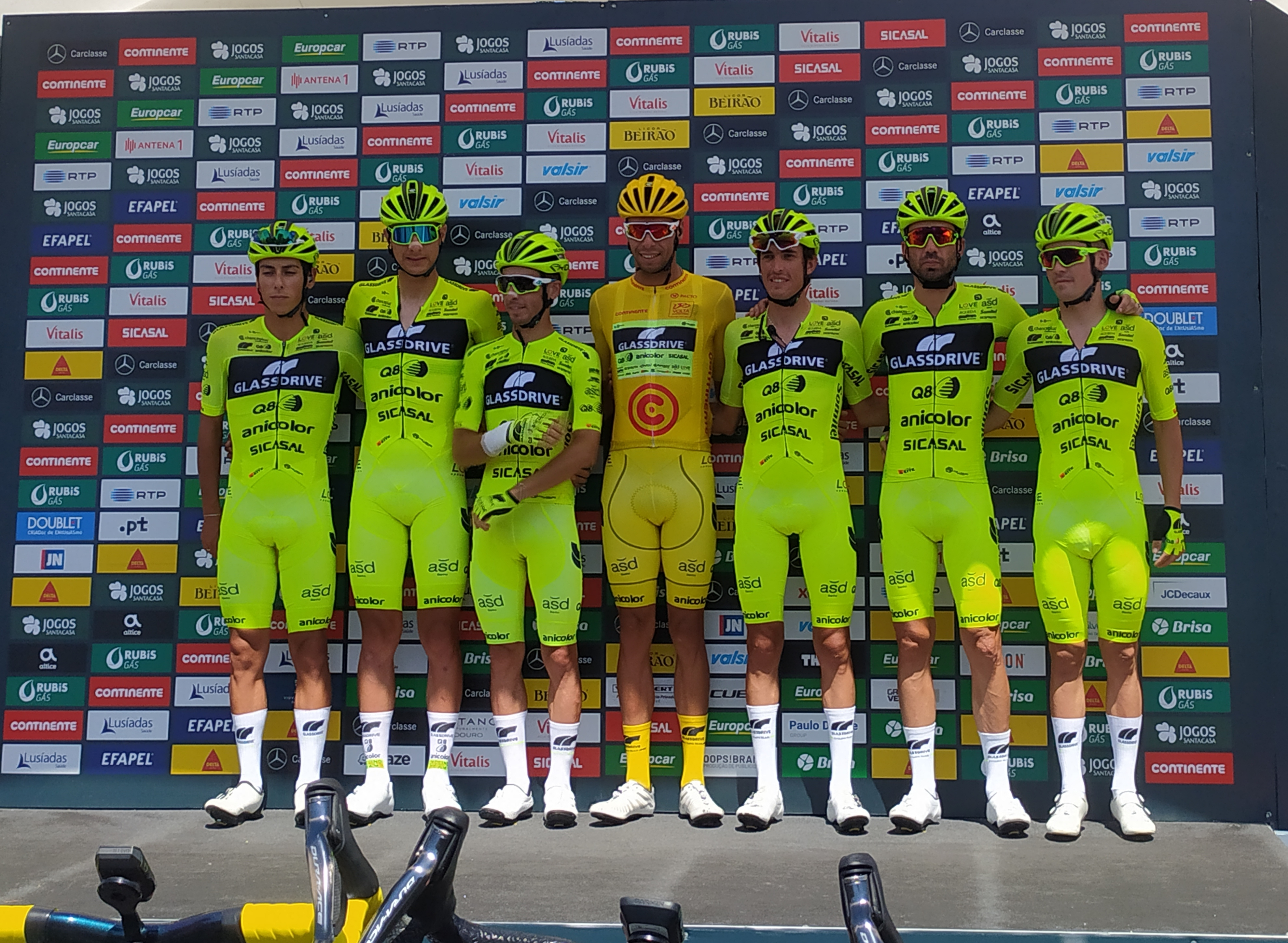
Glassdrive-Q8-Anicolor
Le vainqueur du classement par équipes.

| Classement par équipes | Classement par équipes | Classement par équipes | Classement par équipes |
|                        | Équipe                 | Pays                   | Temps                  |
| ---------------------- | ---------------------- | ---------------------- | ---------------------- |
| 1re                    | Glassdrive-Q8-Anicolor | Portugal               | en 123 h 3 min 33 s    |
| 2e                     | Euskaltel-Euskadi      | Espagne                | + 2 min 48 s           |
| 3e                     | ABTF Betão-Feirense    | Portugal               | + 32 min 24 s          |
| 4e                     | Kelly-Simoldes-UDO     | Portugal               | + 33 min 55 s          |
| 5e                     | Burgos-BH              | Espagne                | + 53 min 2 s           |
| modifier               |                        |                        |                        |

### Évolution des classements
| Étape              | Vainqueur          | Classement général | Classement par points | Classement de la montagne | Classement du meilleur jeune | Classement par équipes |
| ------------------ | ------------------ | ------------------ | --------------------- | ------------------------- | ---------------------------- | ---------------------- |
| Prologue           | Rafael Reis        | Rafael Reis        | -                     | -                         | Daniel Dias                  | Glassdrive-Q8-Anicolor |
| 1re étape          | Leangel Linarez    | Rafael Reis        | Leangel Linarez       | Diogo Narciso             | Daniel Dias                  | Glassdrive-Q8-Anicolor |
| 2e étape           | Leangel Linarez    | Leangel Linarez    | Leangel Linarez       | Luis Ángel Maté           | Daniel Dias                  | Glassdrive-Q8-Anicolor |
| 3e étape           | João Matias        | Rafael Reis        | Leangel Linarez       | Luis Ángel Maté           | Pablo García                 | Glassdrive-Q8-Anicolor |
| 4e étape           | Daniel Babor       | João Matias        | Daniel Babor          | João Macedo               | Pablo García                 | Glassdrive-Q8-Anicolor |
| 5e étape           | Delio Fernández    | Delio Fernández    | Daniel Babor          | Delio Fernández           | Afonso Eulálio               | Euskaltel-Euskadi      |
| 6e étape           | Luis Ángel Maté    | Artem Nych         | Daniel Babor          | César Fonte               | Afonso Eulálio               | Euskaltel-Euskadi      |
| 7e étape           | Colin Stüssi       | Colin Stüssi       | Daniel Babor          | César Fonte               | Afonso Eulálio               | Euskaltel-Euskadi      |
| 8e étape           | Adrián Bustamante  | Colin Stüssi       | Daniel Babor          | César Fonte               | Afonso Eulálio               | Euskaltel-Euskadi      |
| 9e étape           | James Whelan       | Colin Stüssi       | Daniel Babor          | César Fonte               | Afonso Eulálio               | Glassdrive-Q8-Anicolor |
| 10e étape          | Txomin Juaristi    | Colin Stüssi       | Daniel Babor          | César Fonte               | Jaume Guardeño               | Glassdrive-Q8-Anicolor |
| Classements finals | Classements finals | Colin Stüssi       | Daniel Babor          | César Fonte               | Jaume Guardeño               | Glassdrive-Q8-Anicolor |

## Liste des participants
| Glassdrive-Q8-Anicolor GCT        | Glassdrive-Q8-Anicolor GCT | Glassdrive-Q8-Anicolor GCT |
| --------------------------------- | -------------------------- | -------------------------- |
| Num                               | Coureur                    | Pos                        |
| 1                                 | Mauricio Moreira (URU)     |                            |
| 2                                 | Frederico Figueiredo (POR) |                            |
| 3                                 | Luís Mendonça (POR)        |                            |
| 4                                 | Fábio Costa (POR)          |                            |
| 5                                 | James Whelan (AUS)         |                            |
| 6                                 | Rafael Reis (POR)          |                            |
| 7                                 | Artem Nych (RUS)           |                            |
| Directeur sportif : Rúben Pereira |                            |                            |

| Caja Rural-Seguros RGA CJR         | Caja Rural-Seguros RGA CJR | Caja Rural-Seguros RGA CJR |
| ---------------------------------- | -------------------------- | -------------------------- |
| Num                                | Coureur                    | Pos                        |
| 11                                 | Daniel Babor (CZE)         |                            |
| 12                                 | Tomáš Bárta (CZE)          |                            |
| 13                                 | Calum Johnston (GBR)       |                            |
| 14                                 | Joseba López (ESP)         |                            |
| 15                                 | Yesid Pira (COL)           |                            |
| 16                                 | Jaume Guardeño (ESP)       |                            |
| 17                                 | Gorka Sorarrain (ESP)      |                            |
| Directeur sportif : Rubén Martínez |                            |                            |

| Equipo Kern Pharma EKP            | Equipo Kern Pharma EKP | Equipo Kern Pharma EKP |
| --------------------------------- | ---------------------- | ---------------------- |
| Num                               | Coureur                | Pos                    |
| 21                                | Jon Agirre (ESP)       |                        |
| 22                                | Ibon Ruiz (ESP)        |                        |
| 23                                | Mikel Retegi (ESP)     |                        |
| 24                                | Eugenio Sánchez (ESP)  |                        |
| 25                                | Iñigo Elosegui (ESP)   |                        |
| 26                                | Iván Cobo (ESP)        |                        |
| 27                                | Yanne Dorenbos (NED)   |                        |
| Directeur sportif : Pablo Urtasun |                        |                        |

| Burgos-BH BBH | Burgos-BH BBH                     | Burgos-BH BBH |
| ------------- | --------------------------------- | ------------- |
| Num           | Coureur                           | Pos           |
| 31            | Miguel Ángel Fernández Ruiz (ESP) |               |
| 32            | Clément Alleno (FRA)              |               |
| 33            | Sinuhé Fernández (ESP)            |               |
| 34            | Óscar Pelegrí (ESP)               |               |
| 35            | Mario Aparicio (ESP)              |               |
| 36            | Andrés Camilo Ardila (COL)        |               |
| 37            | David Delgado Higueruelo (ESP)    |               |

| Euskaltel-Euskadi EUS               | Euskaltel-Euskadi EUS          | Euskaltel-Euskadi EUS |
| ----------------------------------- | ------------------------------ | --------------------- |
| Num                                 | Coureur                        | Pos                   |
| 41                                  | Antonio Jesús Soto (ESP)       |                       |
| 42                                  | Unai Iribar (ESP)              |                       |
| 43                                  | Txomin Juaristi (ESP)          |                       |
| 44                                  | Mikel Iturria (ESP)            |                       |
| 45                                  | Unai Cuadrado (ESP)            |                       |
| 46                                  | Luis Ángel Maté (ESP)          |                       |
| 47                                  | Andoni López de Abetxuko (ESP) |                       |
| Directeur sportif : Pello Olaberria |                                |                       |

| Global 6 Cycling GLC            | Global 6 Cycling GLC  | Global 6 Cycling GLC |
| ------------------------------- | --------------------- | -------------------- |
| Num                             | Coureur               | Pos                  |
| 51                              | Iván Moreno (ESP)     |                      |
| 52                              | Jonas Hjorth (NOR)    |                      |
| 53                              | Gabriel Muller (FRA)  |                      |
| 54                              | Nícolas Sessler (BRA) |                      |
| 55                              | Callum Ormiston (RSA) |                      |
| 56                              | Tomoya Koyama (JPN)   |                      |
| 57                              | Evan Russell (CAN)    |                      |
| Directeur sportif : James Mitri |                       |                      |

| Bike Aid BAI | Bike Aid BAI         | Bike Aid BAI |
| ------------ | -------------------- | ------------ |
| Num          | Coureur              | Pos          |
| 61           | Léo Bouvier (FRA)    |              |
| 62           | Wesley Mol (NED)     |              |
| 63           | Adrian Zuger (GER)   |              |
| 64           | Francis Juneau (CAN) |              |

| Universe Cycling Team UNI | Universe Cycling Team UNI | Universe Cycling Team UNI |
| ------------------------- | ------------------------- | ------------------------- |
| Num                       | Coureur                   | Pos                       |
| 81                        | Bart Buijk (NED)          |                           |
| 82                        | Jarri Stravers (NED)      |                           |
| 83                        | Lars Quaedvlieg (NED)     |                           |
| 85                        | Kenny Nijssen (NED)       |                           |
| 86                        | Luuk Schuurmans (NED)     |                           |

| Efapel Cycling EFL               | Efapel Cycling EFL        | Efapel Cycling EFL |
| -------------------------------- | ------------------------- | ------------------ |
| Num                              | Coureur                   | Pos                |
| 91                               | Henrique Casimiro (POR)   |                    |
| 92                               | Tiago Antunes (POR)       |                    |
| 93                               | Emanuel Duarte (POR)      |                    |
| 94                               | Alexander Grigoriev (RUS) |                    |
| 95                               | Pedro Pinto (POR)         |                    |
| 96                               | Joaquim Silva (POR)       |                    |
| 97                               | Rafael Silva (POR)        |                    |
| Directeur sportif : José Azevedo |                           |                    |

| Kelly-Simoldes-UDO KSU             | Kelly-Simoldes-UDO KSU    | Kelly-Simoldes-UDO KSU |
| ---------------------------------- | ------------------------- | ---------------------- |
| Num                                | Coureur                   | Pos                    |
| 101                                | Luís Gomes (POR)          |                        |
| 102                                | Adrián Bustamante (COL)   |                        |
| 103                                | Hélder Gonçalves (POR)    |                        |
| 104                                | José Sousa (POR)          |                        |
| 105                                | António Ferreira (POR)    |                        |
| 106                                | Afonso Silva (POR)        |                        |
| 107                                | César David Guavita (COL) |                        |
| Directeur sportif : Manuel Correia |                           |                        |

| Credibom-LA Alumínios-Marcos Car LAA | Credibom-LA Alumínios-Marcos Car LAA | Credibom-LA Alumínios-Marcos Car LAA |
| ------------------------------------ | ------------------------------------ | ------------------------------------ |
| Num                                  | Coureur                              | Pos                                  |
| 111                                  | André Ramalho (POR)                  |                                      |
| 112                                  | Gonçalo Leaça (POR)                  |                                      |
| 113                                  | João Medeiros (POR)                  |                                      |
| 114                                  | Rodrigo Caixas (POR)                 |                                      |
| 115                                  | João Macedo (POR)                    |                                      |
| 116                                  | Diogo Narciso (POR)                  |                                      |
| 117                                  | Daniel Dias (POR)                    |                                      |

| Tavfer-Ovos Matinados-Mortágua TAV       | Tavfer-Ovos Matinados-Mortágua TAV | Tavfer-Ovos Matinados-Mortágua TAV |
| ---------------------------------------- | ---------------------------------- | ---------------------------------- |
| Num                                      | Coureur                            | Pos                                |
| 121                                      | João Matias (POR)                  |                                    |
| 122                                      | Bruno Silva (POR)                  |                                    |
| 123                                      | Gonçalo Carvalho (POR)             |                                    |
| 124                                      | Francisco Morais (POR)             |                                    |
| 125                                      | António Barbio (POR)               |                                    |
| 126                                      | Leangel Linarez (VEN)              |                                    |
| 127                                      | Ángel Sánchez (ESP)                |                                    |
| Directeur sportif : Gustavo César Veloso |                                    |                                    |

| BAI-Sicasal-Petro de Luanda BSP | BAI-Sicasal-Petro de Luanda BSP | BAI-Sicasal-Petro de Luanda BSP |
| ------------------------------- | ------------------------------- | ------------------------------- |
| Num                             | Coureur                         | Pos                             |
| 131                             | Francisco Campos (POR)          |                                 |
| 132                             | José Manuel Gutiérrez (ESP)     |                                 |
| 133                             | Pablo García Francés (ESP)      |                                 |
| 134                             | Unai Esparza (ESP)              |                                 |
| 135                             | Mikel Mujika (ESP)              |                                 |
| 136                             | Daniel Paiva (ANG)              |                                 |

| AP Hotels & Resorts-Tavira-SC Farense ATF | AP Hotels & Resorts-Tavira-SC Farense ATF | AP Hotels & Resorts-Tavira-SC Farense ATF |
| ----------------------------------------- | ----------------------------------------- | ----------------------------------------- |
| Num                                       | Coureur                                   | Pos                                       |
| 141                                       | Delio Fernández (ESP)                     |                                           |
| 142                                       | Álvaro Trueba (ESP)                       |                                           |
| 143                                       | Samuel Blanco (ESP)                       |                                           |
| 144                                       | Venceslau Fernandes (POR)                 |                                           |
| 145                                       | Rafael Lourenço (POR)                     |                                           |
| 146                                       | Diogo Barbosa (POR)                       |                                           |
| 147                                       | Miguel Salgueiro (POR)                    |                                           |
| Directeur sportif : Vidal Fitas           |                                           |                                           |

| ABTF Betão-Feirense CDF                    | ABTF Betão-Feirense CDF | ABTF Betão-Feirense CDF |
| ------------------------------------------ | ----------------------- | ----------------------- |
| Num                                        | Coureur                 | Pos                     |
| 151                                        | António Carvalho (POR)  |                         |
| 152                                        | Ivo Pinheiro (POR)      |                         |
| 153                                        | Santiago Mesa (COL)     |                         |
| 154                                        | Afonso Eulálio (POR)    |                         |
| 155                                        | Fábio Oliveira (POR)    |                         |
| 156                                        | Francisco Pereira (POR) |                         |
| 157                                        | Pedro Andrade (POR)     |                         |
| Directeur sportif : Joaquim Adrego Andrade |                         |                         |

| Aviludo-Louletano-Loulé Concelho AVL | Aviludo-Louletano-Loulé Concelho AVL | Aviludo-Louletano-Loulé Concelho AVL |
| ------------------------------------ | ------------------------------------ | ------------------------------------ |
| Num                                  | Coureur                              | Pos                                  |
| 161                                  | Jesús del Pino (ESP)                 |                                      |
| 162                                  | Vicente García de Mateos (ESP)       |                                      |
| 163                                  | Tomás Contte (ARG)                   |                                      |
| 164                                  | César Martingil (POR)                |                                      |
| 165                                  | Daniel Viegas (POR)                  |                                      |
| 166                                  | Carlos Oyarzún (CHI)                 |                                      |
| 167                                  | Nuno Meireles (POR)                  |                                      |
| Directeur sportif : Américo Silva    |                                      |                                      |

| Rádio Popular-Paredes-Boavista RPB | Rádio Popular-Paredes-Boavista RPB | Rádio Popular-Paredes-Boavista RPB |
| ---------------------------------- | ---------------------------------- | ---------------------------------- |
| Num                                | Coureur                            | Pos                                |
| 171                                | César Fonte (POR)                  |                                    |
| 172                                | Luís Fernandes (POR)               |                                    |
| 173                                | Hugo Nunes (POR)                   |                                    |
| 174                                | Guillermo García Janeiro (ESP)     |                                    |
| 175                                | Raúl Rota (ESP)                    |                                    |
| 176                                | Tiago Leal (POR)                   |                                    |
| 177                                | Pedro Lopes (POR)                  |                                    |

| Glassdrive-Q8-Anicolor GCT        | Glassdrive-Q8-Anicolor GCT | Glassdrive-Q8-Anicolor GCT |
| --------------------------------- | -------------------------- | -------------------------- |
| Num                               | Coureur                    | Pos                        |
| 1                                 | Mauricio Moreira (URU)     |                            |
| 2                                 | Frederico Figueiredo (POR) |                            |
| 3                                 | Luís Mendonça (POR)        |                            |
| 4                                 | Fábio Costa (POR)          |                            |
| 5                                 | James Whelan (AUS)         |                            |
| 6                                 | Rafael Reis (POR)          |                            |
| 7                                 | Artem Nych (RUS)           |                            |
| Directeur sportif : Rúben Pereira |                            |                            |

| Caja Rural-Seguros RGA CJR         | Caja Rural-Seguros RGA CJR | Caja Rural-Seguros RGA CJR |
| ---------------------------------- | -------------------------- | -------------------------- |
| Num                                | Coureur                    | Pos                        |
| 11                                 | Daniel Babor (CZE)         |                            |
| 12                                 | Tomáš Bárta (CZE)          |                            |
| 13                                 | Calum Johnston (GBR)       |                            |
| 14                                 | Joseba López (ESP)         |                            |
| 15                                 | Yesid Pira (COL)           |                            |
| 16                                 | Jaume Guardeño (ESP)       |                            |
| 17                                 | Gorka Sorarrain (ESP)      |                            |
| Directeur sportif : Rubén Martínez |                            |                            |

| Equipo Kern Pharma EKP            | Equipo Kern Pharma EKP | Equipo Kern Pharma EKP |
| --------------------------------- | ---------------------- | ---------------------- |
| Num                               | Coureur                | Pos                    |
| 21                                | Jon Agirre (ESP)       |                        |
| 22                                | Ibon Ruiz (ESP)        |                        |
| 23                                | Mikel Retegi (ESP)     |                        |
| 24                                | Eugenio Sánchez (ESP)  |                        |
| 25                                | Iñigo Elosegui (ESP)   |                        |
| 26                                | Iván Cobo (ESP)        |                        |
| 27                                | Yanne Dorenbos (NED)   |                        |
| Directeur sportif : Pablo Urtasun |                        |                        |

| Burgos-BH BBH | Burgos-BH BBH                     | Burgos-BH BBH |
| ------------- | --------------------------------- | ------------- |
| Num           | Coureur                           | Pos           |
| 31            | Miguel Ángel Fernández Ruiz (ESP) |               |
| 32            | Clément Alleno (FRA)              |               |
| 33            | Sinuhé Fernández (ESP)            |               |
| 34            | Óscar Pelegrí (ESP)               |               |
| 35            | Mario Aparicio (ESP)              |               |
| 36            | Andrés Camilo Ardila (COL)        |               |
| 37            | David Delgado Higueruelo (ESP)    |               |

| Euskaltel-Euskadi EUS               | Euskaltel-Euskadi EUS          | Euskaltel-Euskadi EUS |
| ----------------------------------- | ------------------------------ | --------------------- |
| Num                                 | Coureur                        | Pos                   |
| 41                                  | Antonio Jesús Soto (ESP)       |                       |
| 42                                  | Unai Iribar (ESP)              |                       |
| 43                                  | Txomin Juaristi (ESP)          |                       |
| 44                                  | Mikel Iturria (ESP)            |                       |
| 45                                  | Unai Cuadrado (ESP)            |                       |
| 46                                  | Luis Ángel Maté (ESP)          |                       |
| 47                                  | Andoni López de Abetxuko (ESP) |                       |
| Directeur sportif : Pello Olaberria |                                |                       |

| Global 6 Cycling GLC            | Global 6 Cycling GLC  | Global 6 Cycling GLC |
| ------------------------------- | --------------------- | -------------------- |
| Num                             | Coureur               | Pos                  |
| 51                              | Iván Moreno (ESP)     |                      |
| 52                              | Jonas Hjorth (NOR)    |                      |
| 53                              | Gabriel Muller (FRA)  |                      |
| 54                              | Nícolas Sessler (BRA) |                      |
| 55                              | Callum Ormiston (RSA) |                      |
| 56                              | Tomoya Koyama (JPN)   |                      |
| 57                              | Evan Russell (CAN)    |                      |
| Directeur sportif : James Mitri |                       |                      |

| Bike Aid BAI | Bike Aid BAI         | Bike Aid BAI |
| ------------ | -------------------- | ------------ |
| Num          | Coureur              | Pos          |
| 61           | Léo Bouvier (FRA)    |              |
| 62           | Wesley Mol (NED)     |              |
| 63           | Adrian Zuger (GER)   |              |
| 64           | Francis Juneau (CAN) |              |

| Universe Cycling Team UNI | Universe Cycling Team UNI | Universe Cycling Team UNI |
| ------------------------- | ------------------------- | ------------------------- |
| Num                       | Coureur                   | Pos                       |
| 81                        | Bart Buijk (NED)          |                           |
| 82                        | Jarri Stravers (NED)      |                           |
| 83                        | Lars Quaedvlieg (NED)     |                           |
| 85                        | Kenny Nijssen (NED)       |                           |
| 86                        | Luuk Schuurmans (NED)     |                           |

| Efapel Cycling EFL               | Efapel Cycling EFL        | Efapel Cycling EFL |
| -------------------------------- | ------------------------- | ------------------ |
| Num                              | Coureur                   | Pos                |
| 91                               | Henrique Casimiro (POR)   |                    |
| 92                               | Tiago Antunes (POR)       |                    |
| 93                               | Emanuel Duarte (POR)      |                    |
| 94                               | Alexander Grigoriev (RUS) |                    |
| 95                               | Pedro Pinto (POR)         |                    |
| 96                               | Joaquim Silva (POR)       |                    |
| 97                               | Rafael Silva (POR)        |                    |
| Directeur sportif : José Azevedo |                           |                    |

| Kelly-Simoldes-UDO KSU             | Kelly-Simoldes-UDO KSU    | Kelly-Simoldes-UDO KSU |
| ---------------------------------- | ------------------------- | ---------------------- |
| Num                                | Coureur                   | Pos                    |
| 101                                | Luís Gomes (POR)          |                        |
| 102                                | Adrián Bustamante (COL)   |                        |
| 103                                | Hélder Gonçalves (POR)    |                        |
| 104                                | José Sousa (POR)          |                        |
| 105                                | António Ferreira (POR)    |                        |
| 106                                | Afonso Silva (POR)        |                        |
| 107                                | César David Guavita (COL) |                        |
| Directeur sportif : Manuel Correia |                           |                        |

| Credibom-LA Alumínios-Marcos Car LAA | Credibom-LA Alumínios-Marcos Car LAA | Credibom-LA Alumínios-Marcos Car LAA |
| ------------------------------------ | ------------------------------------ | ------------------------------------ |
| Num                                  | Coureur                              | Pos                                  |
| 111                                  | André Ramalho (POR)                  |                                      |
| 112                                  | Gonçalo Leaça (POR)                  |                                      |
| 113                                  | João Medeiros (POR)                  |                                      |
| 114                                  | Rodrigo Caixas (POR)                 |                                      |
| 115                                  | João Macedo (POR)                    |                                      |
| 116                                  | Diogo Narciso (POR)                  |                                      |
| 117                                  | Daniel Dias (POR)                    |                                      |

| Tavfer-Ovos Matinados-Mortágua TAV       | Tavfer-Ovos Matinados-Mortágua TAV | Tavfer-Ovos Matinados-Mortágua TAV |
| ---------------------------------------- | ---------------------------------- | ---------------------------------- |
| Num                                      | Coureur                            | Pos                                |
| 121                                      | João Matias (POR)                  |                                    |
| 122                                      | Bruno Silva (POR)                  |                                    |
| 123                                      | Gonçalo Carvalho (POR)             |                                    |
| 124                                      | Francisco Morais (POR)             |                                    |
| 125                                      | António Barbio (POR)               |                                    |
| 126                                      | Leangel Linarez (VEN)              |                                    |
| 127                                      | Ángel Sánchez (ESP)                |                                    |
| Directeur sportif : Gustavo César Veloso |                                    |                                    |

| BAI-Sicasal-Petro de Luanda BSP | BAI-Sicasal-Petro de Luanda BSP | BAI-Sicasal-Petro de Luanda BSP |
| ------------------------------- | ------------------------------- | ------------------------------- |
| Num                             | Coureur                         | Pos                             |
| 131                             | Francisco Campos (POR)          |                                 |
| 132                             | José Manuel Gutiérrez (ESP)     |                                 |
| 133                             | Pablo García Francés (ESP)      |                                 |
| 134                             | Unai Esparza (ESP)              |                                 |
| 135                             | Mikel Mujika (ESP)              |                                 |
| 136                             | Daniel Paiva (ANG)              |                                 |

| AP Hotels & Resorts-Tavira-SC Farense ATF | AP Hotels & Resorts-Tavira-SC Farense ATF | AP Hotels & Resorts-Tavira-SC Farense ATF |
| ----------------------------------------- | ----------------------------------------- | ----------------------------------------- |
| Num                                       | Coureur                                   | Pos                                       |
| 141                                       | Delio Fernández (ESP)                     |                                           |
| 142                                       | Álvaro Trueba (ESP)                       |                                           |
| 143                                       | Samuel Blanco (ESP)                       |                                           |
| 144                                       | Venceslau Fernandes (POR)                 |                                           |
| 145                                       | Rafael Lourenço (POR)                     |                                           |
| 146                                       | Diogo Barbosa (POR)                       |                                           |
| 147                                       | Miguel Salgueiro (POR)                    |                                           |
| Directeur sportif : Vidal Fitas           |                                           |                                           |

| ABTF Betão-Feirense CDF                    | ABTF Betão-Feirense CDF | ABTF Betão-Feirense CDF |
| ------------------------------------------ | ----------------------- | ----------------------- |
| Num                                        | Coureur                 | Pos                     |
| 151                                        | António Carvalho (POR)  |                         |
| 152                                        | Ivo Pinheiro (POR)      |                         |
| 153                                        | Santiago Mesa (COL)     |                         |
| 154                                        | Afonso Eulálio (POR)    |                         |
| 155                                        | Fábio Oliveira (POR)    |                         |
| 156                                        | Francisco Pereira (POR) |                         |
| 157                                        | Pedro Andrade (POR)     |                         |
| Directeur sportif : Joaquim Adrego Andrade |                         |                         |

| Aviludo-Louletano-Loulé Concelho AVL | Aviludo-Louletano-Loulé Concelho AVL | Aviludo-Louletano-Loulé Concelho AVL |
| ------------------------------------ | ------------------------------------ | ------------------------------------ |
| Num                                  | Coureur                              | Pos                                  |
| 161                                  | Jesús del Pino (ESP)                 |                                      |
| 162                                  | Vicente García de Mateos (ESP)       |                                      |
| 163                                  | Tomás Contte (ARG)                   |                                      |
| 164                                  | César Martingil (POR)                |                                      |
| 165                                  | Daniel Viegas (POR)                  |                                      |
| 166                                  | Carlos Oyarzún (CHI)                 |                                      |
| 167                                  | Nuno Meireles (POR)                  |                                      |
| Directeur sportif : Américo Silva    |                                      |                                      |

| Rádio Popular-Paredes-Boavista RPB | Rádio Popular-Paredes-Boavista RPB | Rádio Popular-Paredes-Boavista RPB |
| ---------------------------------- | ---------------------------------- | ---------------------------------- |
| Num                                | Coureur                            | Pos                                |
| 171                                | César Fonte (POR)                  |                                    |
| 172                                | Luís Fernandes (POR)               |                                    |
| 173                                | Hugo Nunes (POR)                   |                                    |
| 174                                | Guillermo García Janeiro (ESP)     |                                    |
| 175                                | Raúl Rota (ESP)                    |                                    |
| 176                                | Tiago Leal (POR)                   |                                    |
| 177                                | Pedro Lopes (POR)                  |                                    |

## Aspects extra-sportifs

### Partenaires
- Le diffuseur officiel est la chaine portugaise RTP.

- Le partenaire principal est l'enseigne portugaise Continente.

- Les partenaires officiels pour les maillots sont :
  - Galp pour le maillot du classement par points
  - Europcar pour le maillot du meilleur grimpeur
  - Jogos Santa Casa pour le maillot du meilleur jeune

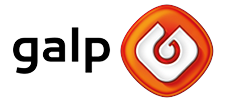